# Aspe
Aspe es un municipio del interior de la provincia de Alicante, Comunidad Valenciana, España. Tiene una población de 21 969 habitantes (INE 2024). Se trata de un municipio hispanófono, en el que el español cuenta con el predominio lingüístico a nivel legal.

## Toponimia
El origen del topónimo Aspe es de origen incierto, pero posiblemente prerromano. Algunos autores se decantan por su naturaleza ibérica, otros por la vascoibérica y otros por un origen en las lenguas griega o latina. La población es mencionada en la Geografía de Claudio Ptolomeo como Iaspis y aparece en el itinerario de Antonino como Aspis. Ya en época medieval es llamada en árabe Afs, y luego, en los privilegios de 1252 que el rey Alfonso X de Castilla otorgó a Alicante, es mencionada en castellano como Azp o Azpe. También en otros documentos de la misma fecha aparece como Azsp o Asp. Esta diversidad de grafías persiste tras el medievo, pero con claro predominio de la presencia de –e final.
Otra posible interpretación que explique el origen del nombre de Aspe podría ser que venga del íbero o del euskera antiguo aitz-behe, de aitz (peña, hoy haitz) y behe (baja), queriendo decir La peña baja; de la misma manera que Ascoy (pedanía del municipio murciano de Cieza) provendría de aitz-koi, de aitz y koi (alta, hoy goi), significado La peña alta.

## Geografía
Aspe es un municipio del interior de la provincia de Alicante, en la comarca del Medio Vinalopó de la Comunidad Valenciana, España. El núcleo principal de población está a 238 m sobre el nivel del mar, a orillas del río Tarafa, principal afluente del Vinalopó, a 22 km de Alicante, a 9 km de Elche, a 395 km de Madrid, a 160 km de Valencia y a 62 km de Murcia. Su población es de 21 969 habitantes (INE 2024).
El municipio de Aspe se encuentra situado en la zona meridional de la comarca alicantina del Medio Vinalopó. Su término municipal tiene una extensión de 69,79 km². Limita al este con Monforte del Cid, al sur con Elche y Crevillente, al oeste con Hondón de las Nieves y La Romana, y al norte con Novelda. El ferrocarril más próximo está situado a 7 km (estación Aspe-Novelda) y el aeropuerto de Alicante-Elche, a 22 km.

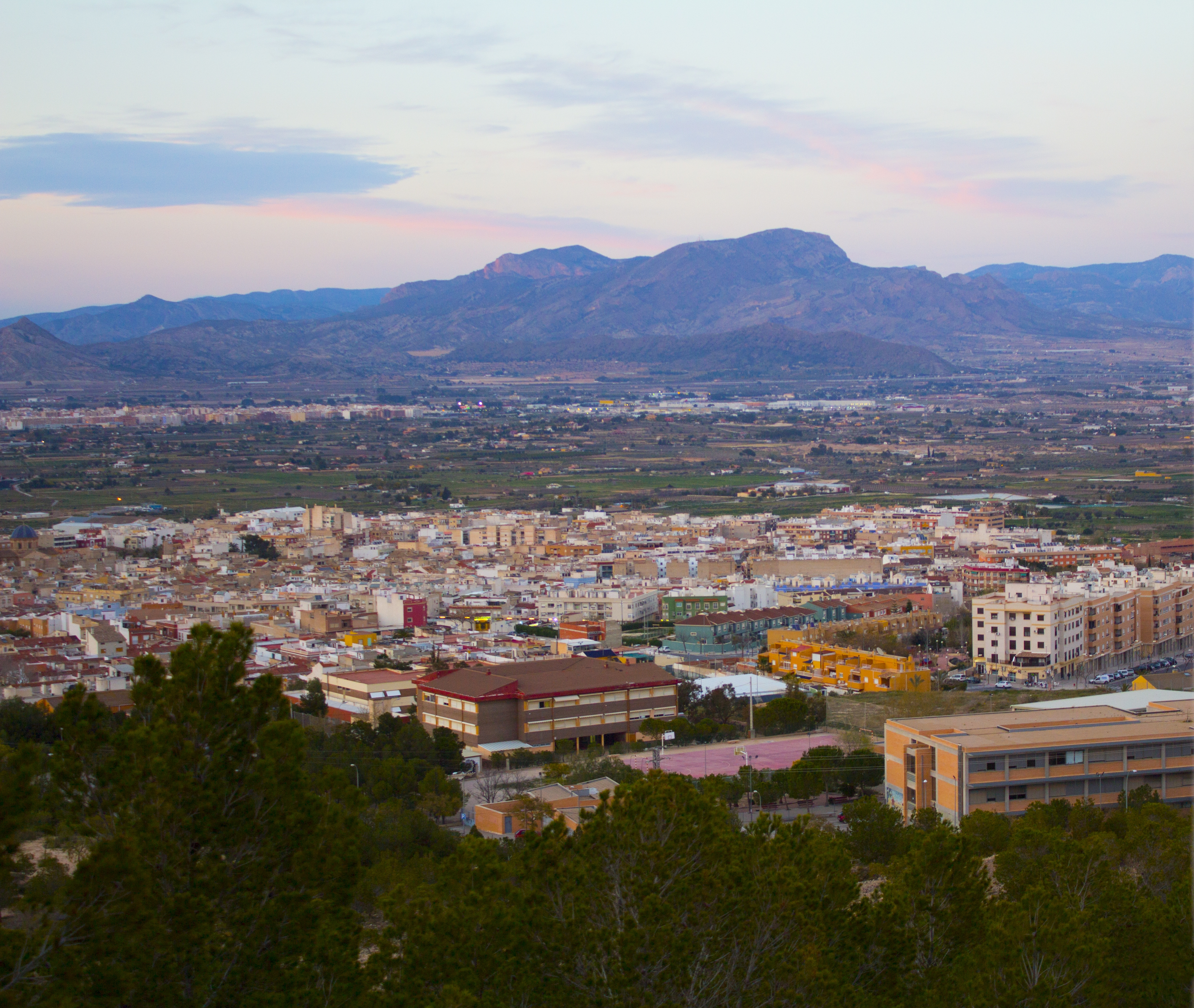
Fotografía desde la sierra "La mesica de piedra"

La situación geográfica (vértice geodésico de tercer orden, base del campanario de la Basílica) es: Longitud Oeste 0°46'02" y Latitud Norte 38°20'48". Altitud: 234 m s. n. m.
|                             | Norte: Novelda, La Romana |                        |
| Oeste: Hondón de las Nieves |                           | Este: Monforte del Cid |
|                             | Sur: Elche, Crevillente   |                        |

## Historia

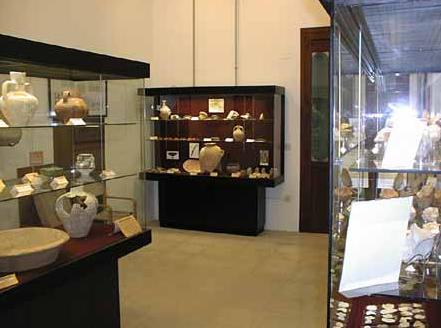
Vitrinas del Museo Histórico Municipal

El escudo de la ciudad resume su historia, un escudo coronado con tres torres que representan los tres castillos de la localidad: El Castillo del Río, el Castillo del Aljau y el Castillo del Calvario. Las letras A y S sobre campo rojo de amapolas, una P sobre monte, y el río Tarafa, afluente del Vinalopó.
Históricamente, Aspe ha sido un pueblo muy bien comunicado desde la antigüedad, pues se encontraba en el pasillo natural que forma el río Vinalopó y que ha unido el interior con la costa. Su antiguo emplazamiento (Aspis) constituía una de las posadas de la Vía Augusta romana.
La situación geográfica de Aspe, emplazado en el centro del corredor natural del Vinalopó, influyó decisivamente en su origen. El primer asentamiento humano del que se tienen noticias se remonta a los restos paleolíticos encontrados en el "Peñón de la Ofra; Cueva del Rollo o del Sol", aunque es durante la Edad del Bronce en la que se constata un notable aumento de la densidad de población. De esta época datan los hallazgos del "Tabayá" y "Murón de La Horna"; uno de los más importantes de este período en la provincia. Del período tardorromano existen restos de una vivienda en el "Tabayá" y del alto medieval, cuenta con una necrópolis excavada en "Vistalegre", con hallazgos de presentes funerarios en 63 tumbas.
Con la ocupación musulmana en el siglo VIII, Aspe pasa a formar parte de la provincia musulmana conocida como Cora de Tudmir. En el siglo XI la población pasa al reino Taifa de Denia y es cuando aparece el nombre de "Asf", citado por primera vez por el geógrafo árabe Al-Udri, formando parte como alquería en el itinerario de Murcia a Valencia. Los árabes, quienes ocuparon lo que se ha conocido durante siglos como "El Azp Viejo", proyectaron su cultura y su religión, fundando "El Aspe Nuevo". Canalizaron para el riego de sus huertas las aguas que discurrían libremente por el río Tarafa, que fueron encauzadas desde las cotas de nivel más altas creando una huerta fértil, regada por las acequias Aljau y Fauquí, cuyos nombres perduran todavía.
La reconquista cristiana se efectuó por el infante Alfonso (futuro Alfonso X el Sabio) alrededor del año 1250, pues así se acordó con el Tratado de Almizra, siendo reconquistada así Aspe para la corona de Castilla. A raíz de la reconquista fue encomendada la villa al Señor de Villena, el infante Manuel de Castilla, hermano de Alfonso X, como parte del apanage castellano de Villena. Al infante le sucedería su hijo, Don Juan Manuel, Príncipe de Villena y uno de los grandes escritores castellanos de la Edad Media.
Tras la sublevación musulmana del año 1265, Alfonso X de Castilla debió de pedir ayuda al monarca aragonés Jaime I; éste ayudó al señor de Villena, Manuel de Castilla, a recuperar sus villas sublevadas. El rey Jaime I el Conquistador (Jaime I de Aragón) se hizo servir de un caballero cercano y acaudalado, don Miguel Díez que dispuso de aproximadamente 1000 soldados para entrar en Aspe. Conquistar Aspe, según cuenta la leyenda, fue una de las batallas más duras para el Caballero don Miguel Díez, y el rey Jaime I, después de la contienda, concedió el título de "Caballeros Fidelísimos" a la guardia superviviente de Aspe así como concedió Título nobiliario a don Miguel Díez como marqués de la Horna, títulos que aún se conservan aunque sin reconocimiento jurídico. Por ello es que, todos los ciudadanos de Aspe, son reconocidos como caballeros distinguidos en "Semper Fidelis".
En 1296, Jaime II invade estos territorios violando el Tratado de Almizra, actuación que acabaría con la renuncia de Aspe por su señor, El Príncipe de Villena, Don Juan Manuel, a cambio de otras villas en compensación. Pasaría así a pertenecer a la Corona de Aragón y a formar parte del Reino de Valencia, produciéndose la incorporación plena tras la Sentencia Arbitral de Torrellas en 1304. El 28 de noviembre de 1497, don Gutierre de Cárdenas compra la villa de Aspe a don Joan Roís de Corella, conformando con Elche y Crevillente el Marquesado. Las tres villas, junto a Torrijos (Toledo) y otros municipios, permanecieron bajo la misma autoridad y administración señorial durante tres siglos y medio.

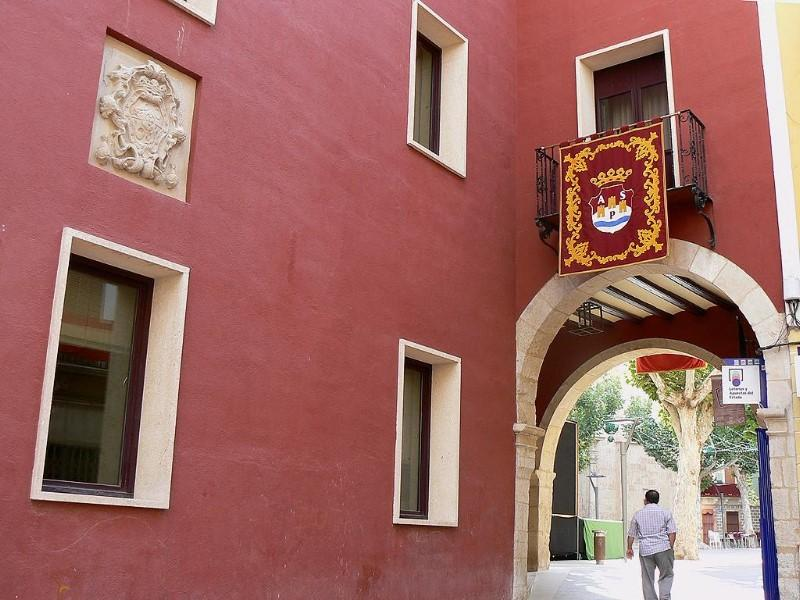
Arco del Ayuntamiento y Escudo de Armas

Los albores del siglo XVII son determinantes en la historia de Aspe por la expulsión de los moriscos. En el año 1609 son expulsados de la población 1800 vecinos moriscos, quedando poco más de 250 cristianos, por lo que las labores agrarias resultaron paralizadas, y, en definitiva, suspendidas la mayor parte de las actividades económicas. El Señor titular de la Villa intentó paliar el vacío demográfico atrayendo a gentes de otras zonas. Se crea para ello la Carta Puebla, el 22 de mayo de 1611, fechada en Torrijos, Toledo, documento por el cual el duque de Maqueda hacía donación de lotes de tierras a los nuevos pobladores. Aspe fue repoblada por habitantes provenientes de Castilla, especialmente por habitantes pobres y sin recursos de la población de Torrijos –hecho que está documentado–, aunque entre los 160 nuevos pobladores también llegaron algunos de otras localidades de la Comunidad Valenciana y Murcia, como Novelda, Sax, Elche, Ayora y Cartagena.
La casa señorial de Maqueda-Arcos-Altamira percibía la gran mayoría de los impuestos, y por ello promovió y financió los edificios más singulares de Aspe: el ayuntamiento, terminado de construir en 1641, el hospital, la Casa Palacio y la iglesia parroquial, cuya obra se inició a finales del siglo XVII.
El siglo XIX trae importantes cambios administrativos. En 1834, se constituye la provincia de Alicante como tal y en 1839 se produce la separación de la pedanía de Hondón de las Nieves. En 1851, una serie de disposiciones legales terminan con el régimen señorial y la Casa de Altamira cede los derechos de la tierra a los enfiteutas aspenses mediante venta.
En 1915 fue constituida la Comunidad de Propietarios de Agua y al año siguiente, el 20 de julio, se comenzó a subastar el agua en la sede de la Comunidad. El 15 de agosto de ese mismo año se inauguró el asilo de ancianos, fundado por María Botella Cremades; el 25 de marzo de 1922 se inaugura el Teatro Wagner; el 13 de mayo de 1928 funciona el servicio de aguas a domicilio; en 1942 se inaugura el parque Dr. Calatayud, y en 1948 se ensancha el Puente del Baño y se asfalta la carretera.

## Geografía humana

### Demografía
Cuenta con una población de 21 969 habitantes (INE 2024).
| Gráfica de evolución demográfica de Aspe entre 1842 y 2021                                                            |
| |
| Población de derecho según los censos de población del INE. Población de hecho según los censos de población del INE. |

### Economía
Pese a la despoblación sufrida en los siglos XVII (expulsión de los moriscos) y XVIII-XIX (fuerte emigración), Aspe es hoy un pueblo moderno y próspero con unas bases sustentadas principalmente en la agricultura y la industria, aunque con un comercio creciente.
Agricultura
La agricultura aspense ha sido protagonista, a partir de los años cincuenta del siglo XX, de una transformación coetánea con el despegue industrial. Un hecho decisivo fue el alumbramiento de nuevos pozos de agua en La Ofra y en El Tolomó. Los cultivos de regadío también sufrieron considerables cambios. Muchos de los tradicionales han desaparecido o experimentado un claro retroceso. El caso de las hortalizas es un claro ejemplo, cuya rentabilidad cayó ante los elevados precios del agua para riego. Por el contrario, extendieron sus dominios ciertos frutales y, especialmente, la uva de mesa, que llegó a ocupar los lugares más recónditos del término, en sus dos formas de cultivo, de espaldera y emparrado convirtiéndose prácticamente en monocultivo. No obstante, sobre la agricultura aspense, con nuevo peso específico en la economía local, gravita una serie de problemas que dificulta su funcionamiento. Quizás, el más acuciante sea la escasez de agua.
El poseer un clima de bajas precipitaciones provoca la necesidad de disponer de grandes cantidades de agua para el riego. Este elemento procede, fundamentalmente, del acuífero de la sierra de Crevillente, que se aprovecha mediante una serie de pozos en la partida del Tolomó. Estos pozos, sobreexplotados durante más de 25 años, vieron disminuir su caudal aflorado, aumentar la profundidad de las aguas (creciendo los costes de extracción) y elevarse, hasta límites casi insostenibles, el grado de salinidad. La política de construcción de embalses en los últimos años, como El Federal y El Rabosero, unidos a los ya existentes de Borisa y Los Morteros, ha sentado las bases para la gestión de una política acuífera que pasa por la intercomunicación de estos vasos, así como completar sus caudales con las aguas depuradas sobrantes del Barranco de las Ovejas. Sin contar el proyecto de transvase desde el Júcar al Vinalopó que solucionará definitivamente esta carencia de agua. La uva de Aspe logró en el año 1988 la denominación de origen Uva de mesa embolsada Vinalopó, junto con la de los municipios vecinos de Novelda, Monforte del Cid, Agost, Hondón de las Nieves, Hondón de los Frailes y La Romana. Además de la Uva de Mesa, en los últimos años se está extendiendo el cultivo de olivos, almendros y granados.
Industria
Las florecientes industrias surgidas del espectacular crecimiento económico de Aspe, a finales de los cuarenta y principios de los cincuenta del siglo XX, se truncaron al comienzo de los setenta tras la crisis de 1973. Tras este año, empiezan a notarse los nuevos vientos internacionales de recuperación económica, especialmente, en las industrias auxiliares del calzado y químicas (caucho y plástico). Se constata también un crecimiento notable en la industria del mueble y, a finales de los ochenta e inicios de los noventa, un gran impulso de la construcción. La labor municipal apostó en esta época crear suelo público industrial y residencial. Fruto de ello, por ejemplo, han sido los polígonos industriales "Tres Hermanas" I y II, y el polígono residencial La Nía. El sector industrial en Aspe se encuentra afincado principalmente en tres zonas urbanas, ubicadas a las salidas de Aspe hacia las localidades de Elche, Novelda y Alicante:
- Polígono Industrial Tres Hermanas

Ubicado a los pies de la Sierra de las Tres Hermanas, sus dos fases se encuentran divididas por la carretera que une Aspe con Elche. Ambas urbanizaciones fueron promovidas por el Ayuntamiento de Aspe y desarrolladas por Sepes durante los años ochenta la primera, y a finales de los noventa la segunda. Sus calles, bautizadas con nombres de oficios tradicionales, albergan naves industriales principalmente de calzado y mueble, aunque también destacan otras industrias como las alimenticias, almacenaje, hostelería y una gasolinera. En la segunda fase todavía quedan algunas parcelas por desarrollar.
- Avenida de Navarra - Polígono Industrial Aljau

La Avenida de Navarra es la vía que une el núcleo de población de Aspe con la vecina localidad de Novelda. Desde inicios del siglo XX se ubicaron allí algunas de las primeras industrias del municipio, y a lo largo de los años han convertido la primera mitad de la vía residencial y comercial; y la segunda mitad industrial. Durante la segunda mitad del siglo XX se ubicaron nuevas empresas junto a la carretera de Novelda, hecho que motivó la urbaniación de un polígono industrial alrededor de la Avenida de Navarra y la carretera de Novelda, en el paraje denominado El Aljau. Sus calles, bautizadas con nombres de municipios de la provincia de Alicante, albergan una industria diversificada de calzado, mueble, construcción, alimentación, neumáticos y varias gasolineras. Además, desde 2009 en él se encuentra ubicado el Punto Limpio o Ecoparque Municipal. Se trata de un sector urbanístico que todavía no se ha urbanizado por completo, y junto al mismo se está proyectando la construcción de un nuevo Polígono Industrial por el Ayuntamiento de Aspe y Sepes.
- Carretera de Alicante - Sector 7

Al igual que en la Avenida de Navarra y Carretera de Novelda, en la margen derecha que une Aspe con Alicante se ubicaron una serie de industrias principalmente relacionadas con el calzado y el mueble. Al inicio de esta carretera, el Ayuntamiento proyectó a finales de los años noventa la construcción de un polígono industrial. Lo avanzado de las gestiones para su construcción hizo que cuando se cambió de opinión por parte del consistorio y pretendió recalificarlo como residencial, el municipio se vio en el peligro de tener que afrontar una indemnización multimillonaria. Por ello y tras varias gestiones, las empresas que ya están afincadas allí convivirán con otras nuevas, de tipo industrial bajo, en una zona industrial que se desarrollará previsiblemente en los próximos años.
Comercio

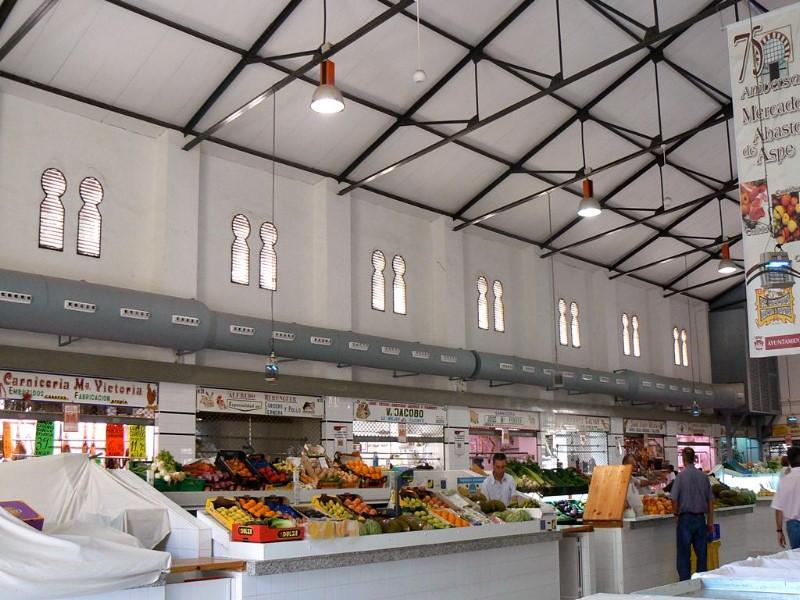
Interior del Mercado de Abastos

Durante los últimos años, el comercio tradicional de Aspe ha ido avanzando hacia una diversificación y especialización comercial que hace que, hoy en día, se pueda encontrar prácticamente todo tipo de productos sin salir de Aspe. El municipio, conserva su comercio tradicional con el claro referente del Mercado de Abastos, uno de los más importantes de toda la comarca en cuanto a alimentación se refiere. Éste mercado se complementa con el mercadillo que se instala en sus alrededores cada martes y jueves donde se venden otros productos como textiles, limpieza, menaje, floristería, etc.
Además de ello, todo el casco urbano cuenta con numerosos comercios que ofrecen al ciudadano sus productos, encontrándose el gran grueso de los mismos en el centro de Aspe y que se han convertido en otro de los pilares básicos para la economía de los aspenses. Para concluir, en los últimos años se han instalado una serie de superficies comerciales de tamaño medio que completan la oferta comercial.
Entidades como la Asociación del Mercado de Abastos o la Asociación de Comerciantes y Afines de Aspe, velan por la defensa del pequeño comercio que consigue de Aspe ser un municipio moderno con tintes tradicionales que sustentan las economías de sus familias.
Turismo
Aspe ofrece un destino turístico en el interior alicantino de corta estancia, basado en cuatro pilares fundamentales: la cultura, la naturaleza, las fiestas y la gastronomía. Se trata de un sector económico que se ha comenzado a desarrollar recientemente, muy por detrás de otros municipios cercanos como Novelda o Monforte del Cid de características muy similares, y que llevan muchos años trabajando en este campo.
Los atractivos de Aspe radican en una oferta cultural con su Casco Antiguo como eje vertebrador, donde encontrar muchos de los edificios históricos de gran importancia que se pueden visitar en el municipio como la Plaza Mayor, la Basílica Nuestra Señora del Socorro, el Ayuntamiento Histórico, el Teatro Wagner, el Mercado de Abastos o el Museo Histórico Municipal ubicado en la Casa El Cisco. Cuenta para su visita con dos rutas creadas recientemente denoninadas "Recorriendo nuestras plazas" y "Ermitas y Cruces de término", ambas señalizadas con planos en las calles y atriles en los monumentos y lugares de mayor interés.
De la oferta festiva destacan cuatro celebraciones de gran relevancia. La Semana Santa y los Moros y Cristianos, ambas declaradas de Interés Turístico Provincial en 2008 y 2012 respectivamente, así como La Jira y las Fiestas Patronales en Honor a Nuestra Señora de las Nieves.
En cuanto a Medio Ambiente, de Aspe destaca el Paraje Natural Municipal de los Algezares, así como el recientemente recuperado cauce del Río Tarafa. A través de los tres senderos ya homologados, y otros tres en proceso de homologación, se pueden visitar impresionantes paisajes de alto valor natural con importantes elementos arquitectónicos y yacimientos arqueológicos.
Además Aspe cuenta con una singular gastronomía que se puede degustar en la gran cantidad de establecimientos de cocina tradicional que se pueden encontrar dispersos por el casco urbano del municipio.

### Comunicaciones
Aspe dista de 5 km de Novelda, 7 de Monforte del Cid, 8 de Hondón de las Nieves, 9 km de Elche, 12 km de Crevillente y La Romana, 22 km de Alicante, 62 km de Murcia, 160 km de Valencia y 395 km de Madrid.
En cuanto a comunicaciones, se accede desde Alicante por la CV-847 desde la Autovía de Alicante-Madrid (A-31), viniendo desde Madrid por la N-325 y la CV-825 desde Monforte del Cid. También, desde la Autovía del Mediterráneo (A-7), desde la salida Elche-Aspe por la CV-84. En Aspe se inicia la CV-845 en dirección a Hondón de los Frailes y Barbarroja, en el límite con la Región de Murcia. Para llegar desde la Vega Baja se accede por la N-325 desde Crevillente. El ferrocarril está situado a 7 km (Estación Aspe-Novelda) y el Aeropuerto de Alicante-Elche (El Altet) a 22 km en el término municipal de Elche. Además, cuenta con estación de autobuses ubicada en la C/ Lepanto, con servicio regular a gran parte de la provincia y otras ciudades españolas.

## Administración y política
| Periodo   | Nombre | Partido         |
| --------- | --- | --------------- |
| 1979-1983 | Carlos Carbonell Caparrós | UCD             |
| 1983-1987 | Ramón Berenguer Prieto | PSPV-PSOE       |
| 1987-1991 | Ramón Berenguer Prieto | PSPV-PSOE       |
| 1991-1995 | Ramón Berenguer Prieto | PSPV-PSOE       |
| 1995-1999 | Ramón Berenguer Prieto | PSPV-PSOE       |
| 1999-2003 | Miguel Iborra García | PSPV-PSOE       |
| 2003-2007 | Miguel Iborra García Roberto Iglesias Jiménez | PSPV-PSOE       |
| 2007-2011 | Mª Nieves Martínez Berenguer | PP              |
| 2011-2015 | Mª Nieves Martínez Berenguer (junio - noviembre de 2011) Manuel Díez Díez (noviembre de 2011 - febrero de 2014) Antonio Puerto García (febrero de 2014 - mayo de 2015) | PP PSPV-PSOE IU |
| 2015-2019 | Antonio Puerto García (junio de 2015 - octubre de 2017) María José Villa Garis (octubre de 2017 - junio de 2019)                                                       | IU PSPV-PSOE    |
| 2019-2023 | Antonio Puerto García | IU              |
| 2023-act. | Antonio Puerto García | IU              |

## Patrimonio

### Patrimonio Histórico-Artístico
Castillos
- Castillo del Río

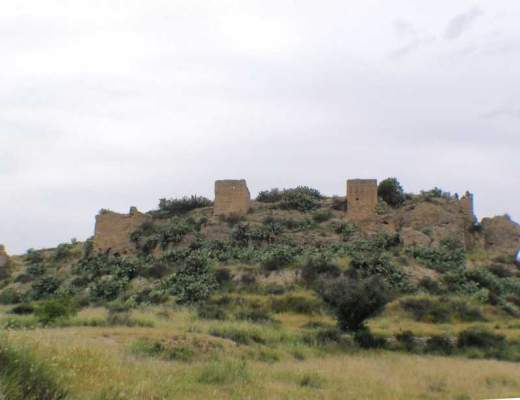
Castillo del Río.

Poblado fortificado islámico situado a 3 kilómetros al este del actual núcleo urbano de Aspe (carretera de Aspe a Alicante, al pasar el río Vinalopó), declarado Bien de Interés Cultural. Se levantó durante el período almohade (finales del siglo XII y primera mitad del XIII). Correspondería al denominado en las fuentes como “Aspe el Viejo”. Tras la conquista por las tropas castellanas alrededor del año 1249, su población sarracena fue obligada a instalarse en un asentamiento en llano, “Aspe el Nuevo”, la actual Aspe, quedando dicha fortificación despoblada en torno al año 1270.
El recinto amurallado, formado por 12 torreones, carece de Torre de Homenaje y se encuentra actualmente semiderruido. A pesar de ello, se conservan lienzos de murallas y la base de varios de sus torreones. Las distintas investigaciones que se han llevado en él, debido a su gran importancia arqueológica, nos dejan ver excavaciones gracias a las cuales el visitante puede hacerse una idea de lo que debió ser aquel recinto, construido en su base en mazonería, y a partir de 1,5 m de tapial y cantos rodados.
Es de fácil acceso a través de la carretera que une Aspe con la Autovía Madrid-Alicante.
- Castillo del Aljau

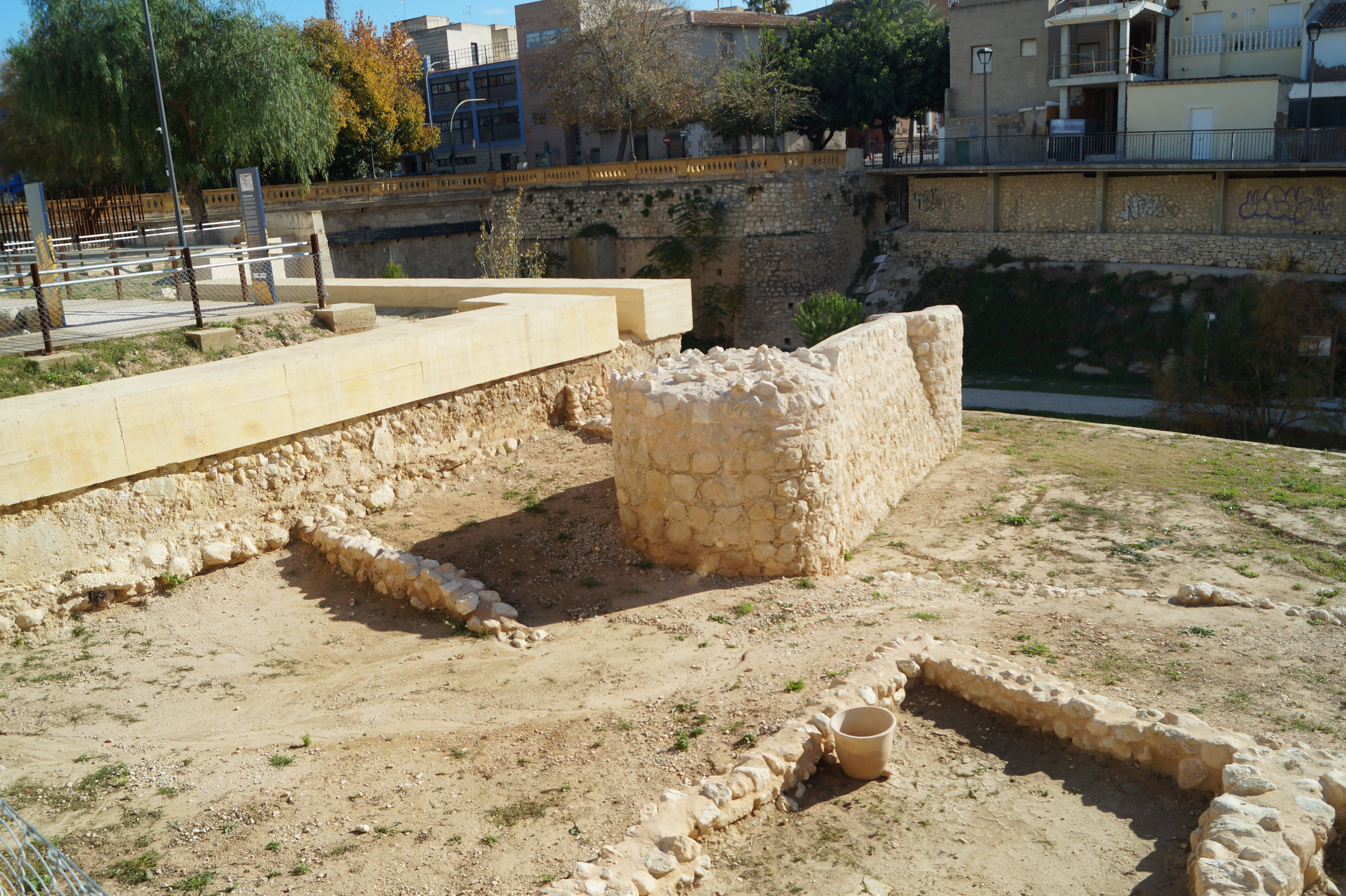
Recinto arqueológico del Castillo del Aljau

Este importante yacimiento, declarado Bien de Interés Cultural, fue hallado en el proceso de apertura de la calle Castillo entre los años 2009 y 2010, la cual iba planeada en este lugar, desestimándose tras el descubrimiento.
El conjunto del yacimiento contiene los restos arquitectónicos del denominado Castillo del Aljau, así como el del asentamiento doméstico anexo, todo ello de Época Bajomedieval Cristiana (siglos XIV-XV) y con perduración a lo largo del siglo XVI.
Entre los restos del recinto fortificado distinguimos un espacio interior de forma cuadrangular con muros de tapial rodeado por una línea de muralla con una torre circular que se conserva parcialmente. Esta fortaleza se encuentra unida a un asentamiento anexo compuesto por varias estancias domésticas estructuradas en paralelo al río Tarafa y comunicadas entre sí. Era una fortificación que ejercía una función de control para acceder a “Aspe el Nuevo” desde el norte (Novelda y el Corredor del Vinalopó). Con ocasión de las obras de restauración medioambiental del Río Tarafa, promovidas por la Confederación Hidrográfica del Júcar, realizaron obras de consolidación de la estructura del castillo y así evitar que posibles avenidas torrenciales puedan dañar el recinto. En 2019 se realizaron obras de consolidación y musealización de las estructuras arqueológicas y desde entonces el recinto es visitable. Sin embargo, este espacio arqueológico podrá ser ampliado, ya que en sus inmediaciones se han hallado nuevas ruinas que se podrían corresponder con las de los baños árabes.
- Castillo del Calvario

Sería el tercer castillo al que hace alusión el escudo de la villa, que se edificó sobre un pequeño montículo situado a poniente de la localidad, al inicio de la actual calle Castelar, entre dos antiguas ramblas. Fortaleza que servía de salida hacia Murcia y Castilla por el camino Real. Tanto esta fortificación como la del Aljau se construyeron en torno al último tercio del siglo XV para superar la fragilidad defensiva de Aspe, que carecía de un recinto convenientemente amurallado. Su denominación vendría a posteriori por convertirse en punto final de un Vía Crucis que ascendía desde la calle de la Ermita de la Concepción. Actualmente no se han encontrado restos de este castillo.
Casco Antiguo

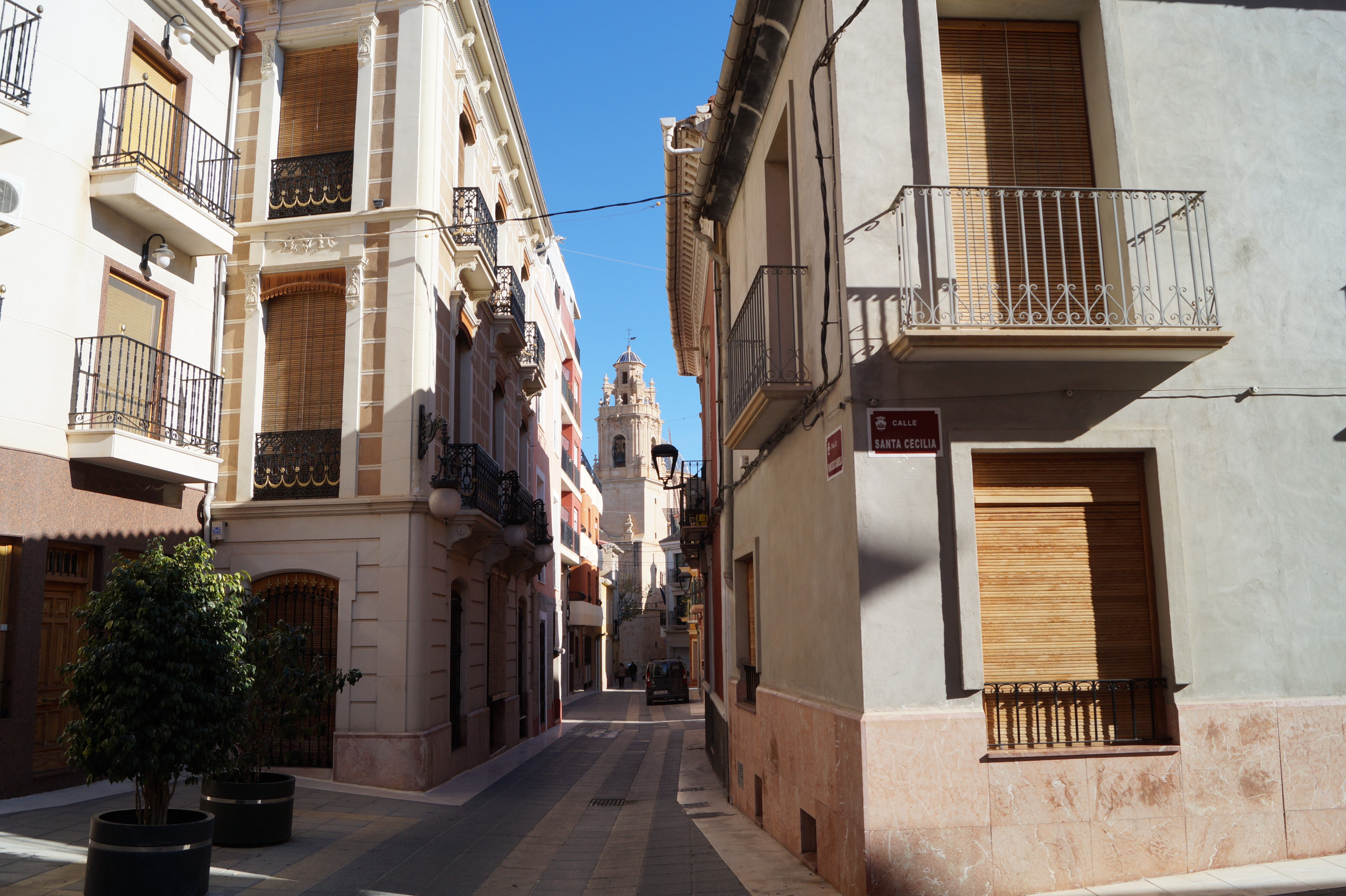
Calle Francisco Candela, conocida popularmente como "Calle Mayor", es una de las principales vías del Casco Antiguo de Aspe.

Un paseo por el Casco Antiguo de Aspe nos permite descubrir sus raíces medievales caracterizadas por sus calles sinuosas que desembocan en pequeñas plazoletas, rinconadas y calles de diferentes anchuras. El Casco Antiguo se divide en dos partes: la primitiva, que se encuentra alrededor de la Plaza Mayor; y la de expansión del mismo, que se encuentra en torno a la Plaza de San Juan. Ya en el siglo XVIII aparece un trazado urbanístico más regular, a destacar calles como La Cruz, Virgen de las Nieves o María Botella.
Al estar la población situada en llano, su casco antiguo necesitaría disponer de alguna defensa o protección. Aunque Aspe no estaría amurallada, sí que contaría con puertas de acceso a la villa. Existen varias hipótesis sobre sus diversas localizaciones, siendo una de las más probables situada en la calle Francisco Candela, antigua calle Mayor, porque comunicaría con la Plaza Mayor y la Basílica. De hecho, el final de esta calle es conocido popularmente como “El Portal”.
El auge económico de principios del siglo XX deja su huella en la construcción de numerosas casas burguesas que podemos observar en el centro urbano, con una estética variada, traducida en suaves curvaturas, amplio repertorio floral o abundancia de elementos de forja.
Un elemento interesante que podemos observar en numerosas calles, representativo de la religiosidad popular, son los paneles cerámicos devocionales, hornacinas y capillas dedicadas a la Virgen o a numerosos santos que encontramos en las fachadas de las viviendas.
Basílica de Nuestra Señora del Socorro

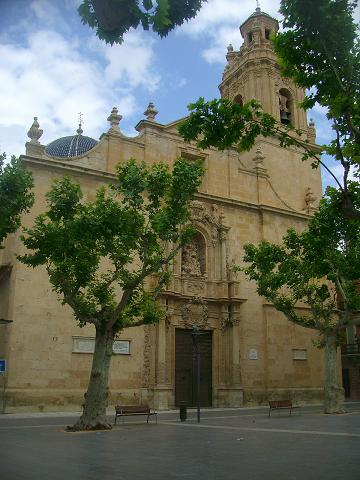
Fachada de la Basílica de Nuestra Señora del Socorro.

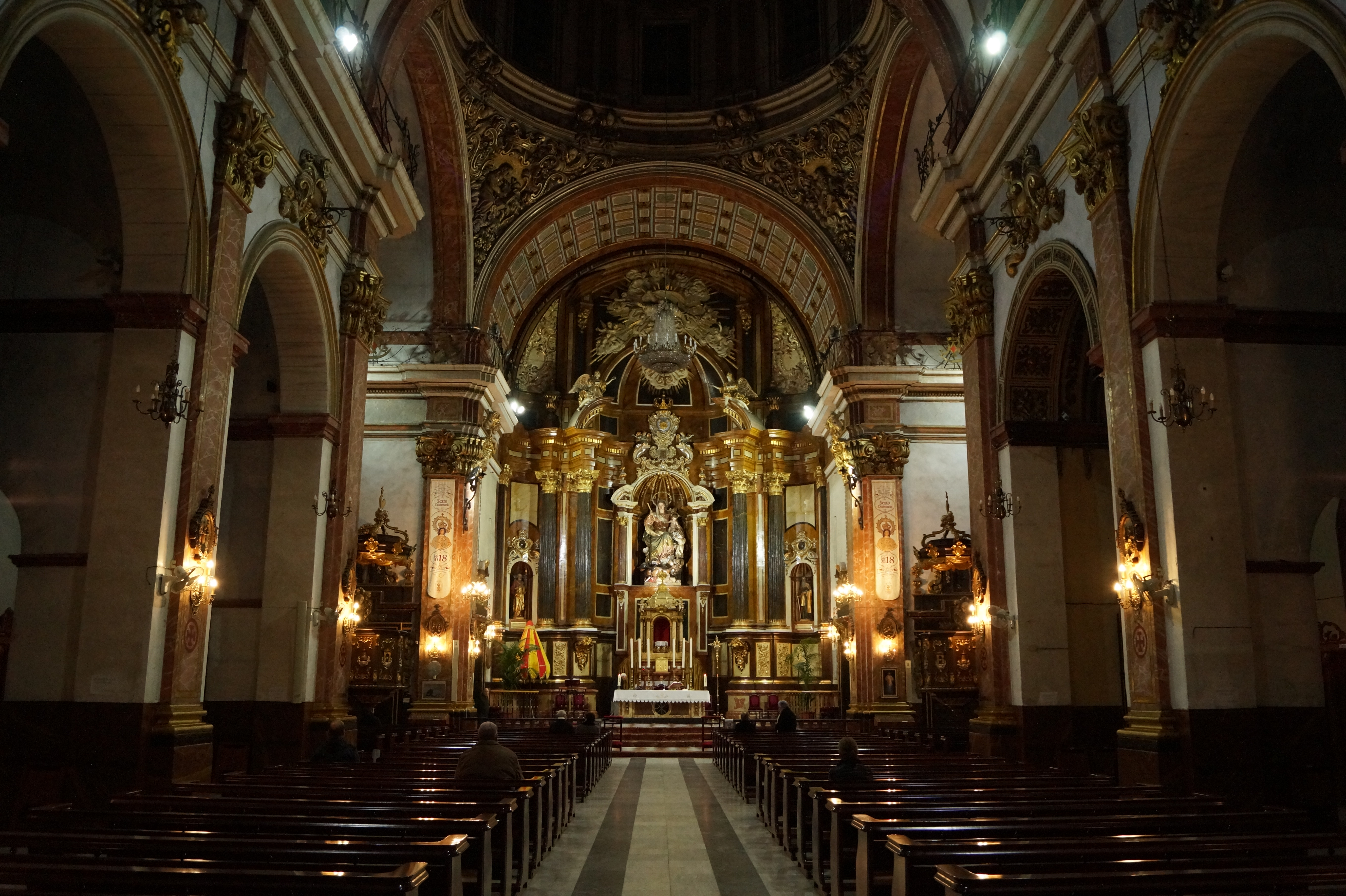
Interior de la basílica Nuestra Señora del Socorro

Este templo esta declarado Bien de Relevancia Local y en trámite para ser declarado Bien de Interés Cultural. Se debe incoar expediente para la declaración de Bien de Interés Cultural Mueble de dos de sus campanas (Cristo y Teresa), aunque esto todavía no ha sucedido. Está dedicado desde 1602 a Santa María (en 1611 aparece en la Carta Puebla con la titularidad de Nuestra Señora del Socorro), y el origen del mismo se sitúa en la actual Capilla de la Comunión, que, recortada en sus dimensiones, se remodela entre 1722 y 1728 realizando las funciones de parroquia mientras se construye el actual templo que vemos hoy, y el cual incluye a la iglesia intermedia que se yuxtapone a la Capilla (h. 1650-1698): De las medidas de su nave central nos habla con claridad el retablo del siglo XVII –único para un altar mayor que se conserva en la Diócesis Orihuela-Alicante y que fue trasladado a la actual Capilla de la Comunión o Sagrario, como se demuestra por la propia obra, cuando se construyó el actual durante la segunda mitad del XVIII. De estilo barroco, presenta planta de cruz latina con crucero, rematado en su eje central por una cúpula que descansa sobre tambor y pechinas. Destaca la torre campanario cubierta mediante cupulín y la Capilla de la Comunión que alberga el retablo del XVII. En su construcción podemos distinguir tres períodos: El primero abarcaría desde 1602 a 1650; el segundo entre 1650 y 1698 (en 1652 se ordena que se haga retablo mayor, y en 1698 Capilla de Comunión (Iglesia inserta en la actual cuyas medidas duplican a la anterior o Intermedia); y el tercero entre 1722 (cuando se reanudan obras en la Diócesis tras la Guerra de Sucesión) y 1737 en que se bendice el templo actual en 1 de septiembre de ese año, y en el que se construye todo lo que actualmente vemos en dos períodos: 1722-28 y 1728-37, en el que se levantó la cúpula y la torre campanario bajo la dirección de Lorenzo Chapuli. La Basílica dispone de cuatro puertas, una principal presidida por la imagen de la Virgen del Socorro, titular de la parroquia, atribuida por algunos investigadores a la mano de Nicolás de Bussi (h. 1652-1706), pero probable obra de su mejor discípulo en tierras alicantinas, el valenciano Juan Bautista Borja. En las labores de escultura y talla de la portada principal intervienen, como señala la documentación, y sólo para lo que restaba por hacer... excepto el escudo, el tallista Vicente Castell (autor del retablo a Santa Teresa en 1735, bajo diseño de otro) y el escultor Juan Antonio Salvatierra entre 1733 y 1737, sin duda autores de la portada lateral de Santa Teresa, por ser esta una evidente derivación formal de la de San Juan Bautista (dos estilos: dos autores: dos cronologías), y rematando así todo lo que resta por hacer. Esta última y la principal, por sus detalles estilísticos, más que probable obra de Juan Bautista Borja, Jacinto Perales y Castell, oficiales estos dos del primero y parte fundamental del equipo que acaba en 1728 con las portadas de Santa María de Alicante). Dos accesos en la fachada lateral derecha, uno de ellos se corresponde con el crucero destinado a San Juan Bautista, y el otro a la Capilla de la Comunión o Sagrario; y, por último, en la fachada del Evangelio la portada dedicada a Santa Teresa. Cuando accedemos a su interior, nos encontramos con una nave de anchura considerable (12 m. x 20 de altura, aproximadamente) que duplican a la anterior parroquia o Intermedia (como indica su retablo de 6 x 10 m. aprox.), flanqueada por capillas laterales dedicadas a diversas advocaciones. El altar mayor, presidido por un impresionante conjunto escultórico de la Virgen del Socorro, se remonta al siglo XVIII, aunque su imaginería data de mediados del siglo XX por los destrozos ocasionados en la Guerra Civil –además del retablo citado, obra de Vicente Castell, y del que sólo ha quedado el ático, desaparecieron los retablos del Rosario, obra de Jacinto Perales (1725); y los también documentados retablos para la capilla del Dulce Nombre de Jesús finalizado en 1733, obra Juan Antonio Salvatierra, y el de la capilla de los Dolores (del que se conserva el ático) y muy probable obra de Jacinto Perales y su hermano Antonio por su estilo. Entre las fechas relevantes de la historia de esta Basílica, destaca: el 1 de septiembre de 1737, en que se bendijo (...) por el ISS.mo S.r D.n Josef Flores Osorio, Obispo de esta Diócesis, en la tarde del Sábado, día 1. de septiembre del año 1737 , y el 15 de julio de 2006, cuando el papa Benedicto XVI le concedió el título de Basílica Menor, reconociendo así la importancia e influencia del templo en las celebraciones religiosas, sobre todo en las fiestas patronales en honor a la Virgen de las Nieves. En esta Basílica fue bautizada Rita Dolores Pujalte, beatificada por el papa Juan Pablo II en 1998.
Ayuntamiento

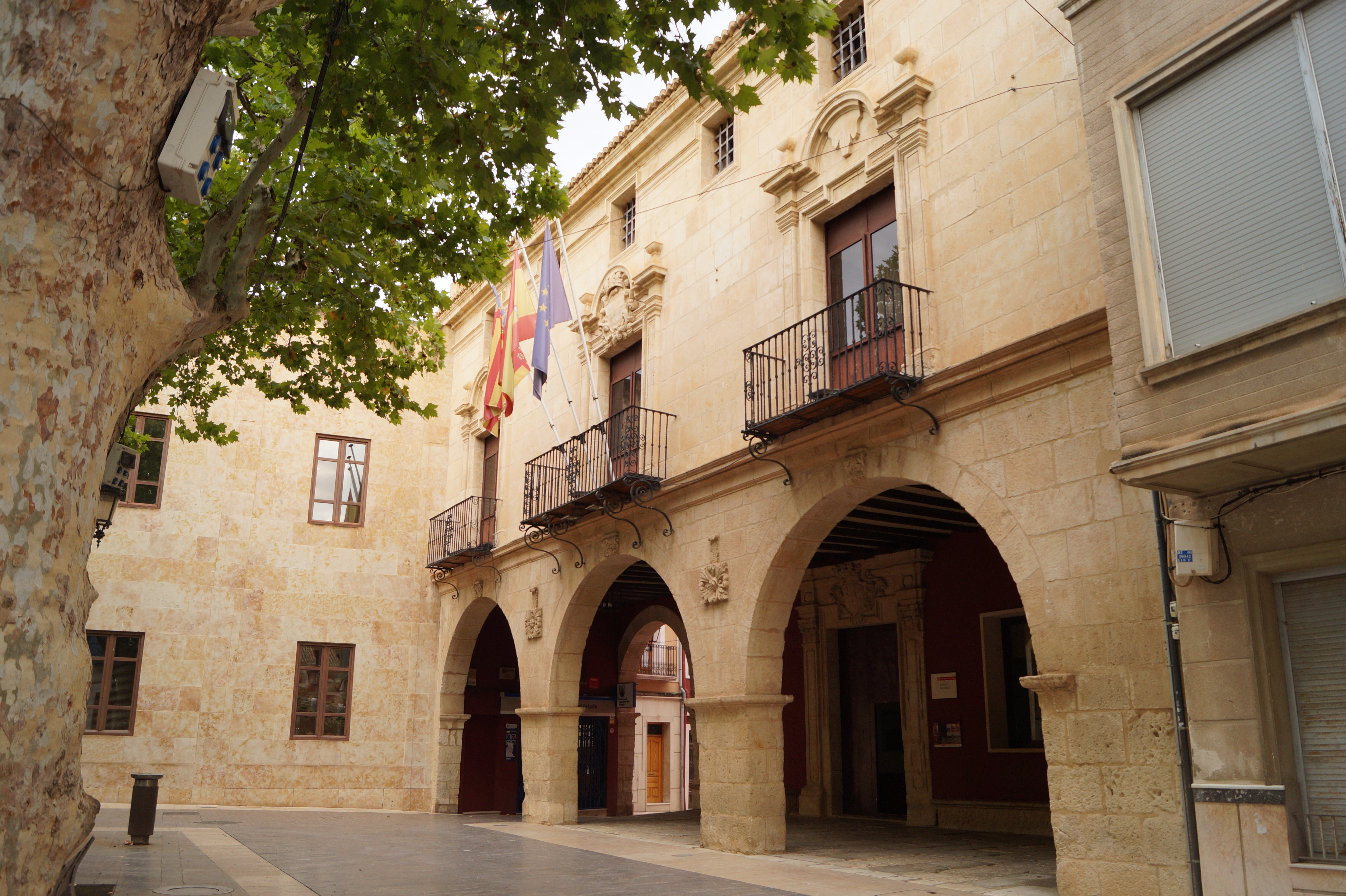
Edificio histórico del Ayuntamiento de Aspe

En el siglo XVII se construyó el edificio destinado a Casa Consistorial para dirigir la vida pública de Aspe. A su espalda se levantó el Hospital y a su lado la Casa Palacio de los Duques de Maqueda y Marqueses de Elche que fueron los que costearon la obra; ambos edificios desaparecieron en la década de 1960.
El edificio, de estilo barroco, se encuentra perfectamente integrado en el entramado urbano. Es de planta rectangular y en su fachada, realizada con sillería arenisca, podemos apreciar su distribución en tres plantas. A la Planta Baja se accede mediante un amplio pórtico formado por tres arcos de medio punto. Este espacio era aprovechado para llevar a cabo transacciones comerciales, contratar jornaleros, celebrar subastas y el mercado. De esta planta destaca la portada adintelada de acceso donde encontramos como principal motivo decorativo el escudo de la Villa de Aspe labrado en piedra. Al lado izquierdo del pórtico, uno de los arcos se encuentra dispuesto a modo de galería cubierta comunicando la Plaza Mayor con la actual Avenida de la Constitución, lugar donde se encontraba el antiguo Hospital y el granero de la Señoría cuyo acceso estaba presidido por un escudo señorial que todavía se conserva en la actualidad, en lo que hoy es la fachada lateral del Ayuntamiento. Es en la primera planta, donde se ubican tres grandes balcones de forja, cuyos vanos están enmarcados con pilastras que se rematan con una gruesa cornisa incurvada en el centro a modo de frontón. En cuanto a la segunda planta se dispone una galería de ventanáculos cuadrados.
El edificio se remata con una pequeña torre donde se sitúa el reloj, y sobre ella se dispone una pequeña estructura metálica que soporta las campanas. Esta torre data del año 2002, pero la existencia del reloj, esencial en la vida cotidiana ya que servía para regular las horas de riego y de la torre que lo contiene, se remonta al siglo XVII. Pasando por varias vicisitudes, que incluirán su reconstrucción en el siglo XVIII y XIX.

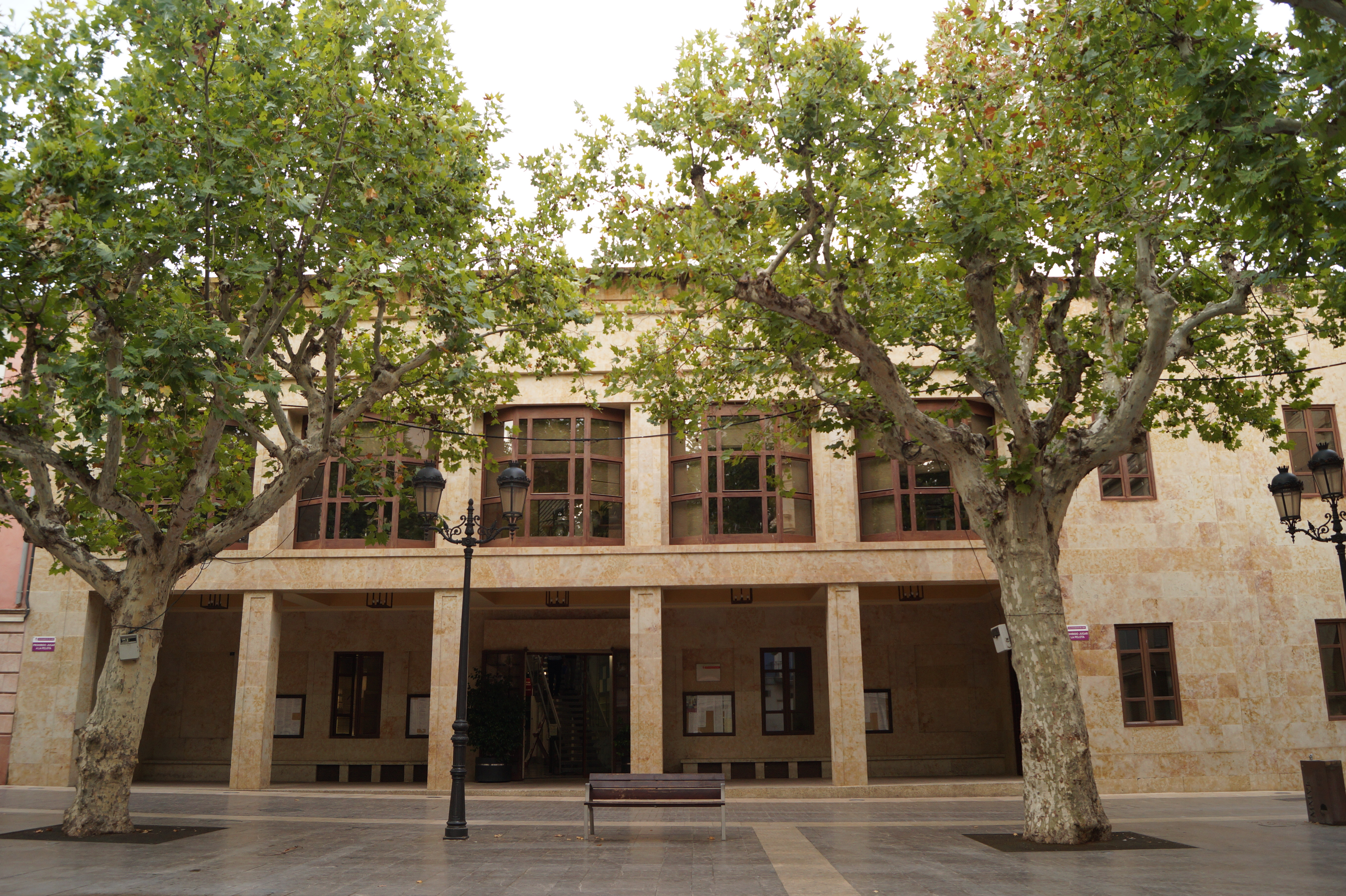
Edificio nuevo del Ayuntamiento de Aspe

En el año 2002 se construyó anexo al mismo y sobre el solar que ocupaba anteriormente el denominado Cine Central, un nuevo edificio destinado a ampliar las dependencias de la Casa Consistorial. Este nuevo edificio, con fachada en piedra, cuenta con una portada adintelada de acceso con 5 arcos también adintelados, sobre los que se sitúan cinco grandes ventanales. Del interior, con un estilo arquitectónico mucho más moderno, destaca una bóveda de medio cañón de hormigón y vidrio que ilumina el edificio mediante luz natural. En la parte trasera del edificio, con fachada a la calle San José, se encuentran las que fueron dependencias de la Biblioteca Municipal Rubén Darío entre 2002 y 2023. De la construcción de este nuevo edificio, así como de la rehabilitación del primitivo se hizo cargo el arquitecto Mariano Cuevas.
Teatro Wagner y Auditorio Alfredo Kraus

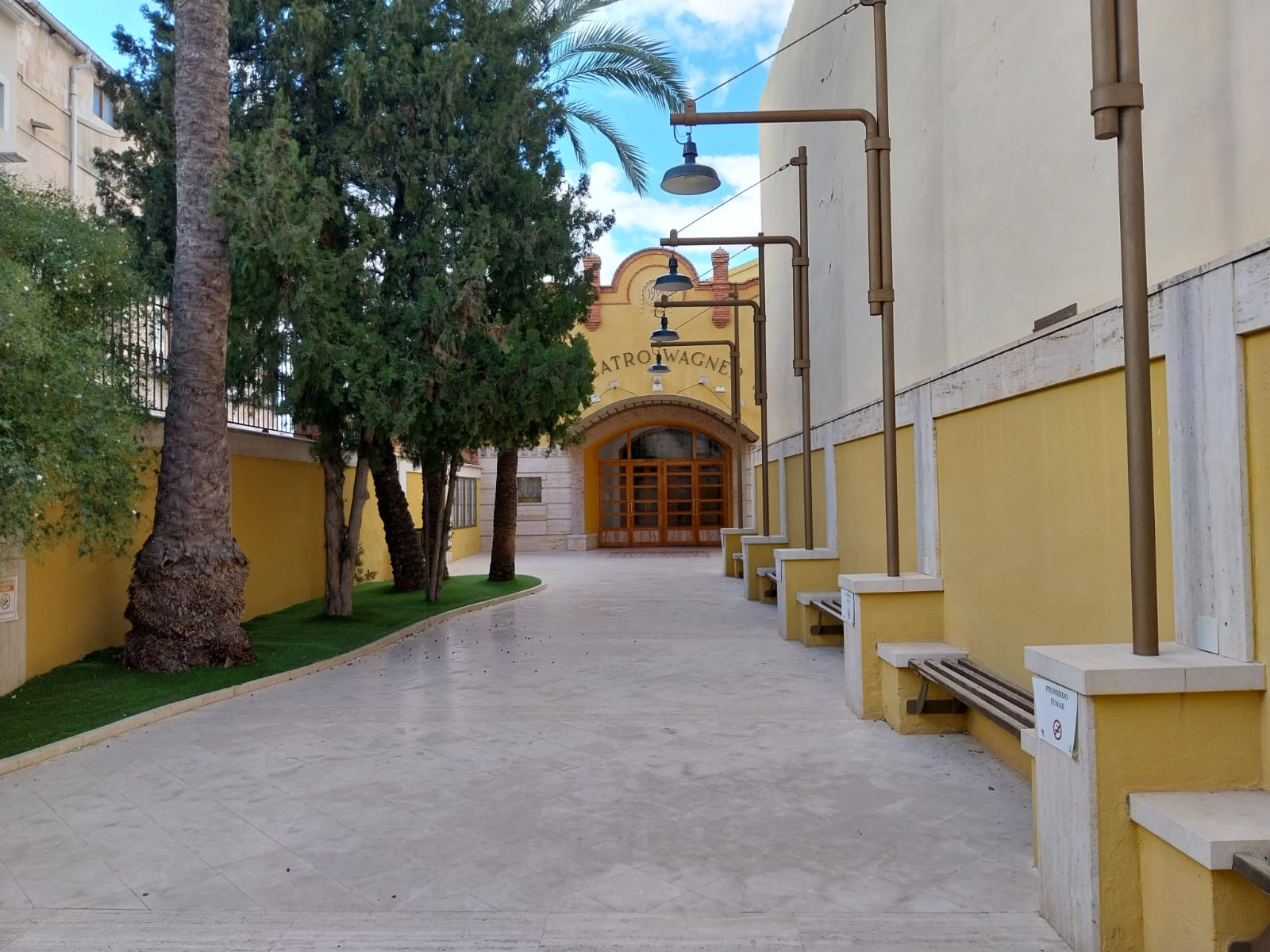
Teatro Wagner

El edificio que alberga el Teatro Wagner data de 1922 y fue restaurado y abierto al público de nuevo en 1995. Desde sus inicios se distingue por la diversidad de actividades que en él se desarrollan, con una programación diseñada para satisfacer las demandas culturales de los vecinos de Aspe.
A principios del siglo XX ya había un teatro en Aspe, situado en la calle Virgen del Carmen. Poco tiempo después, José Terol Romero decide construir uno nuevo, de estilo ecléctico, que es el que hoy conocemos como Teatro Wagner. El otro pasó a conocerse como Teatrico Viejo, hoy desaparecido. Del Wagner destacan las referencias formales modernistas. El interior se ha reformado por completo, pero respeta los tres cuerpos propios que encontramos en todos los teatros: vestíbulo, sala y escena. El vestíbulo, de amplias dimensiones, está acondicionado como salón de exposiciones dedicado a José Terol, mientras que la sala cuenta con un total de 550 butacas distribuidas entre patio, palcos y anfiteatro; donde destaca una impresionante cúpula blanca y la armonía de los tonos rojizos.

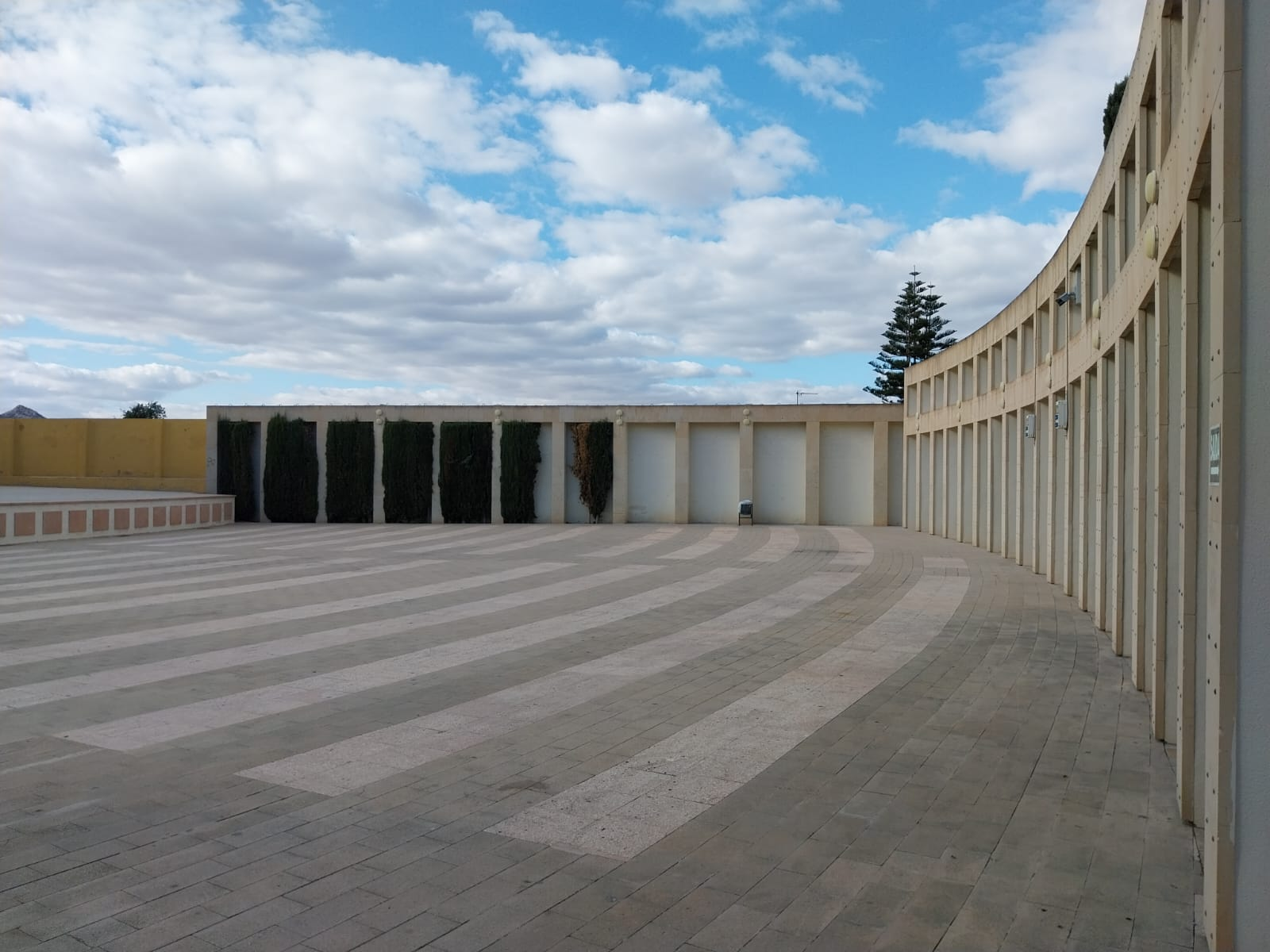
Auditorio Alfredo Kraus

Colindante con el Teatro Wagner, nos encontramos con el Auditorio Alfredo Kraus, inaugurado el 21 de septiembre de 1998 por el tenor que le da nombre. Se trata de un recinto al aire libre, con un escenario de 400 m², que tanto por su capacidad (1000 personas sentadas) como por su equipamiento, se ha convertido en el lugar elegido para la celebración de numerosos eventos estivales. Cuenta con dos accesos, uno desde la calle Barranco, y otro a través del edificio de La Posada, del siglo XIX, motivo por el cual los aspenses también conocen al Auditorio por ese nombre. Destaca la imponente arcada adintelada de color blanco en el fondo del mismo, así como la escultura en homenaje a un perro callejero que fue muy popular en la localidad, conocido como "Tarzán".

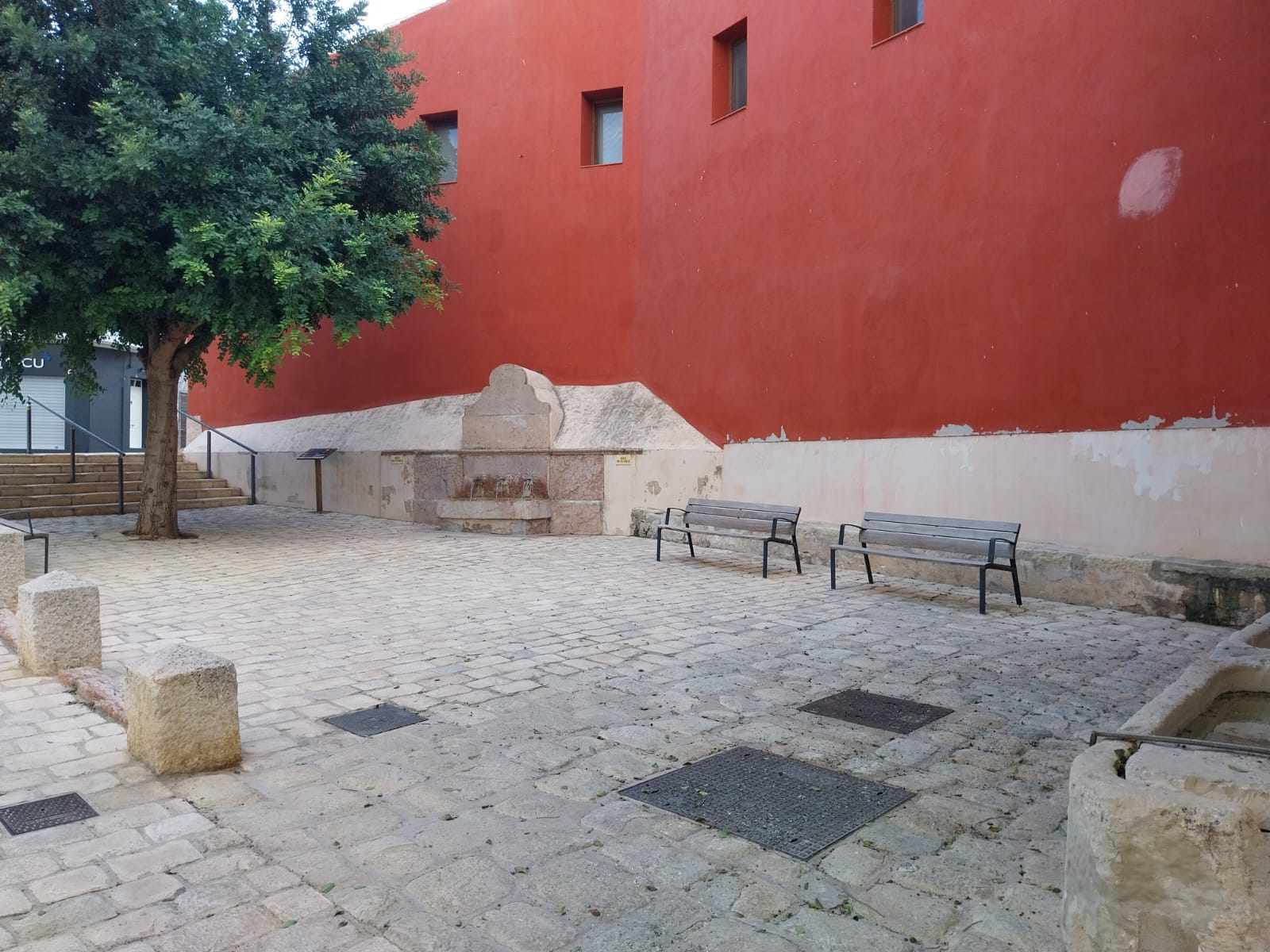
Fuente La Peña
Las fuentes públicas, son un elemento distintivo de la sociedad tradicional. Cuando no existía el servicio de agua potable a domicilio, los vecinos acudían a estos lugares para abastecerse de agua, convirtiéndose en lugares de encuentro y sociabilidad.
La Fuente la Peña ha tenido varios emplazamientos y denominaciones. Aparece reseñada por primera vez como Fuente del Calvario en 1761, ubicándose en el lugar que hoy ocupa. En 1868 fue trasladada a la fachada de la confluencia de las calles San Pedro y Ramón y Cajal, hasta que en 1875 regresó a su lugar original. Está formada por un alto y amplio cuerpo central, realizado en mármol rojo de las canteras locales. Dispone de tres caños metálicos que surgen desde las flores talladas en piedra que todavía se conservan y vierten sus chorros de agua sobre la amplia pila. La fuente se encuentra coronada por una cartela oval donde aparece, grabada en la superficie de la piedra, una inscripción con el nombre de “Fuente Nueva” y la fecha del 12 de julio de 1968, que se corresponde a su inauguración en la esquina de las calles San Pedro y Ramón y Cajal. Tras la fuente, aparece una pileta decantadora de piedras y suciedades en suspensión, y un largo canal de piedra que termina en un abrevadero con tres pilas con rebosadero y sumidero para su vaciado y limpieza.
En la actualidad, la fuente ha perdido su uso original de abastecimiento, convirtiéndose en un elemento ornamental y distintivo del patrimonio aspense. Contigua a esta fuente se construyó en 1880 una vivienda destinada a Posada, sede actual de las oficinas municipales de cultura, ubicada entre el Teatro Wagner y el Auditorio Alfredo Kraus.

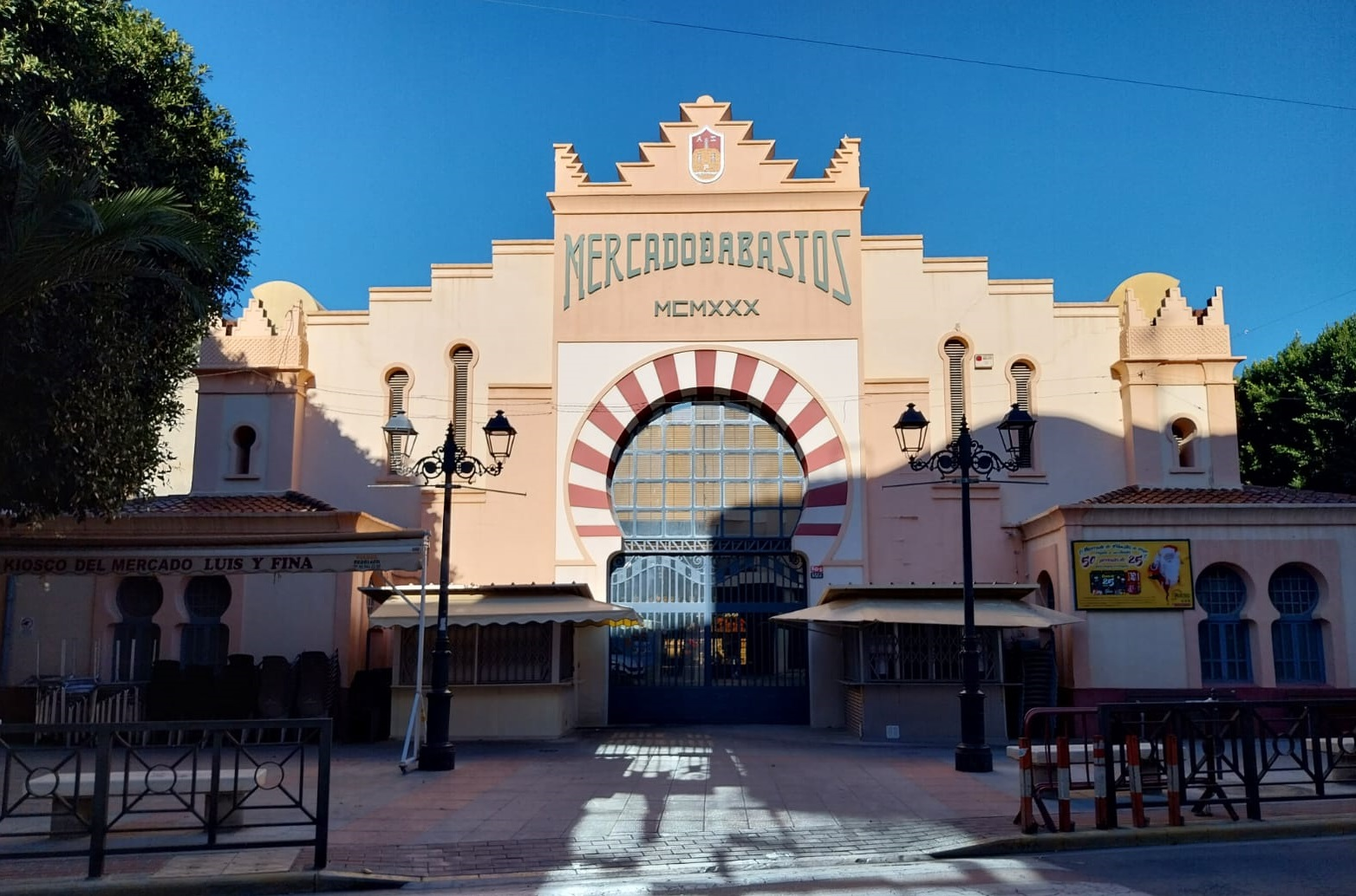
Mercado de Abastos
A finales del siglo XVIII, el mercado de abastos de Aspe se encontraba situado en un solar contiguo a la Plaza Mayor, denominado Plaza de la Fruta. Allí se vendían comestibles y otras mercancías expuestas en tenderetes al aire libre y casetas que carecían de las condiciones higiénicas y sanitarias adecuadas. En la actualidad este espacio lo ocupa el edificio que alberga la Casa Consistorial o Ayuntamiento Nuevo.
El actual Mercado de Abastos fue edificado en el año 1930 sobre el solar denominado Cine Jardín, recinto destinado a espectáculos de verano, al aire libre, delimitado por un muro y escalones de obra para el asiento de los espectadores.
Se trata de un edificio de amplias dimensiones, de planta rectangular y gran altura, con cubierta a dos aguas sustentada por cuchillos metálicos.
Del exterior del edificio destacan las dos grandes puertas de acceso de las fachadas principales que, como la mayoría de sus vanos, tienen forma de arcos de herradura y presentan una decoración con pintura que simula dovelas policromadas, piedras labradas en forma de cuña que componen arcos, de estilo neo-mudéjar muy extendido por el sur peninsular a caballo de los siglos XIX y XX.
Otra peculiaridad decorativa son las cornisas, rematadas con decoraciones de tipo geométrico, que combinan formas piramidales tanto en las fachadas laterales como en las principales, con formas escalonadas y en zigzag que solo observamos en sus fachadas principales. Cuando accedemos a su interior nos sorprende la abundante luz natural que proporcionan sus numerosos ventanales. El espacio se distribuye de forma eminentemente utilitaria, por tres calles paralelas seccionadas por dos baterías de mesas para la venta.
Unos años después, a principios de la década de 1940, quien fuera el artífice del mercado, el aparejador municipal Higinio Perlasia, diseñaría el Parque Doctor Calatayud, situado a la derecha del edificio.
Ermitas
- Ermita de la Purísima Concepción

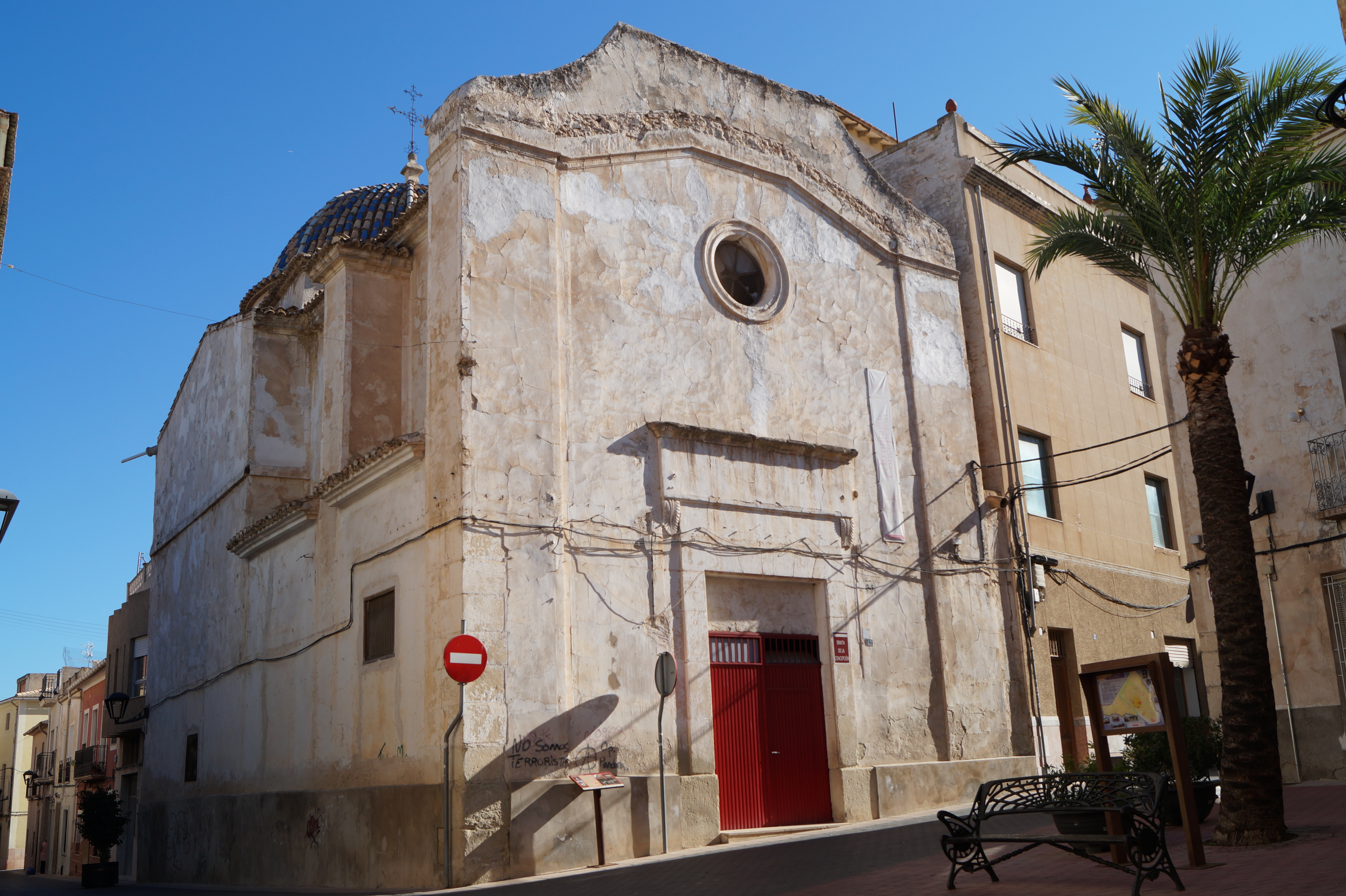
Ermita de la Concepción.

La Ermita de la Purísima Concepción, declarada Bien de Relevancia Local, se remonta a inicios del siglo XVII, viniendo recogida su primera reseña en 1628 en una visita del obispo Caballero. Esta ermita fue edificada a las afueras de Aspe, manteniéndose tal situación durante todo el siglo XVII por la regresión urbanística que supuso la expulsión de los moriscos, pero la expansión urbana del siglo XVIII posibilitaría su integración en el casco urbano. Existen datos documentales que aseguran que la ermita de la Concepción actúo en varias ocasiones como parroquia debido al mal estado que presentaba la iglesia de Nuestra Señora del Socorro. En 1699 se acometió una considerable obra, posiblemente para darle mayor amplitud, llevándose a cabo otras muchas reformas en ella a lo largo de su historia. A mediados del siglo XIX fue derruida por su estado de ruina y levantada de nuevo, siendo el actual edificio. La actual cúpula de media naranja fue construida entre 1904 y 1908 y sustituye a la anterior con tambor que fue suprimida por amenazar ruina, años en los cuales la ermita fue rehabilitada por completo. En su altar mayor se encontraba la imagen de la Purísima Concepción, y también la de la Virgen de la Asunción, esta última todavía conservada actualmente en la basílica de Nuestra Señora del Socorro. Fue saqueada en agosto de 1936 y, tras la Guerra Civil española no volvió a ser lugar de culto, sino que actuó como club parroquial. Durante la segunda mitad del siglo XIX y hasta 1980 tomó gran relevancia en los actos litúrgicos con motivo de la Semana Santa, realizándose en ella el montaje de los pasos y partiendo de ella la mayoría de las procesiones. En 1982 esta ermita fue vendida a un particular siendo utilizada como almacén comercial hasta su adquisición por parte del Ayuntamiento de Aspe a finales de 2013. En 2023 la Diputación de Alicante otorgó una subvención al Ayuntamiento de Aspe con la finalidad de restaurar el emblemático edificio y convertirlo en centro cultural polivalente, obras que está previsto se ejecuten en 2024.
- Ermita de la Santa Cruz

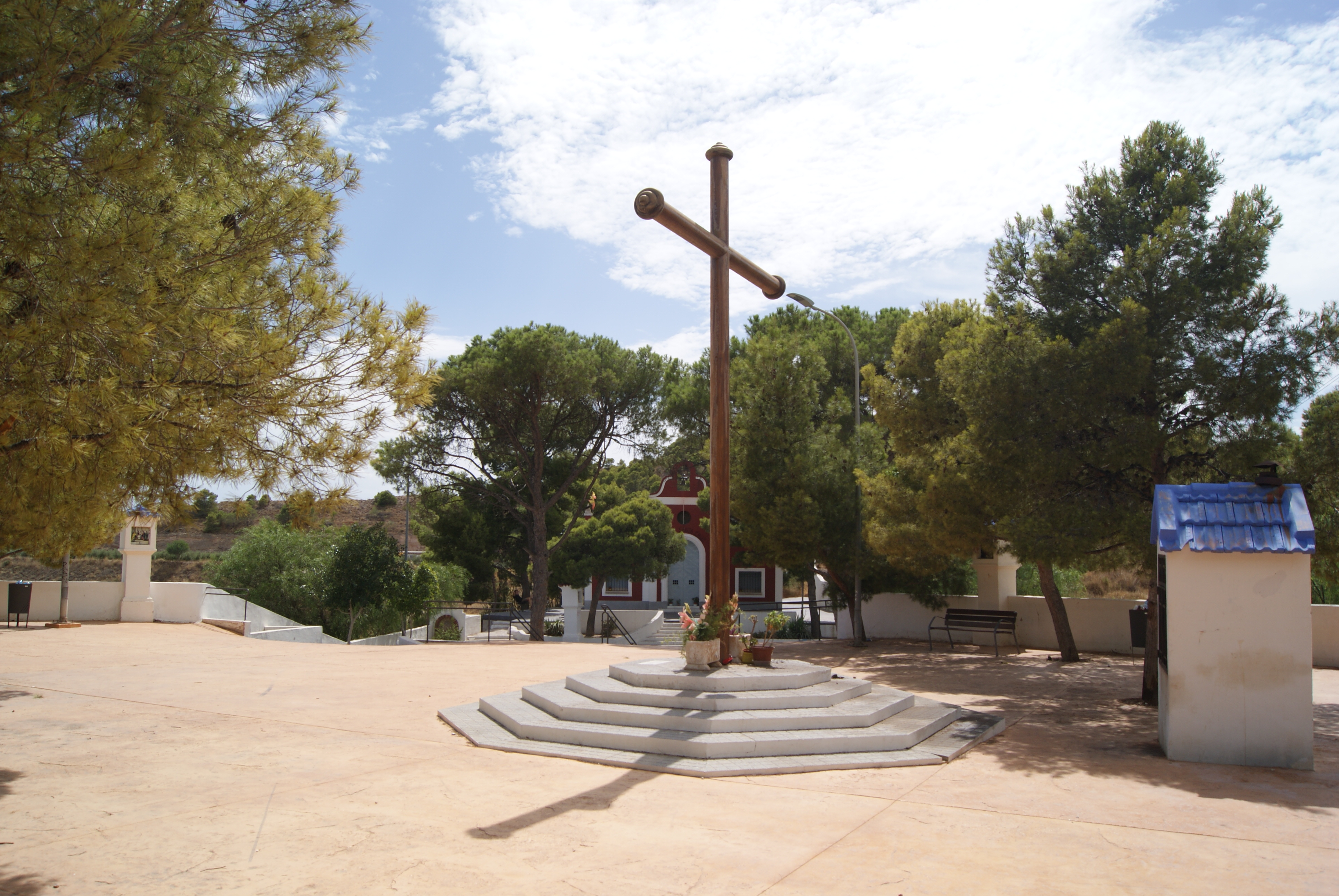
Santa Cruz

Situada en un montículo cercano al casco urbano se encuentra la ermita de la Santa Cruz, a la que se accede a través de la calle Pasos, en cuya vía se sitúan un conjunto de 14 pilares o pasos, que en su parte superior contienen paneles cerámicos representando las estaciones del Vía Crucis o camino de Jesucristo hacia el Calvario. Anterior a este, se sabe que existió un calvario más antiguo en la actual calle Ramón y Cajal, en la zona conocida como “Los Banquicos”. Frente a la ermita de la Santa Cruz, encontramos una explanada con la Santa Cruz, rodeada de otros 7 pilares similares a los de la calle pasos, que en esta ocasión representan los 7 Dolores de la Virgen María.
Está documentado en la prensa del siglo XIX el hecho sorprendente de crearse una cruz en el cielo a la altura de este montículo, a raíz de las predicaciones de los Padres Capuchinos que conmovieron la devoción popular, allanándose el terreno para formar una explanada, colocándose una cruz de madera en el centro que se inauguró el 16 de marzo de 1884. Dos años más tarde se construiría la primitiva ermita, que fue reconstruida en 1952 tras encontrarse en estado ruinoso. Tiene una estructura cuadrangular con fachada que imita al estilo barroco, rematada por una espadaña con campana. Frente a la Ermita encontramos en el centro de la explanada la Santa Cruz. La actual está realizada en hierro y es del año 2010, sustituyendo a la original, cuyos restos se encuentran formando una cruz de menores proporciones en el interior de la Ermita. Ésta alberga también la imagen del Cristo de la Agonía. Esta imagen es trasladada por los vecinos de la calle Pasos a la Parroquia de El Buen Pastor la semana del 16 de marzo en conmemoración de su instauración.
- Ermita de Nuestra Señora de Fátima "Los Cipreses"

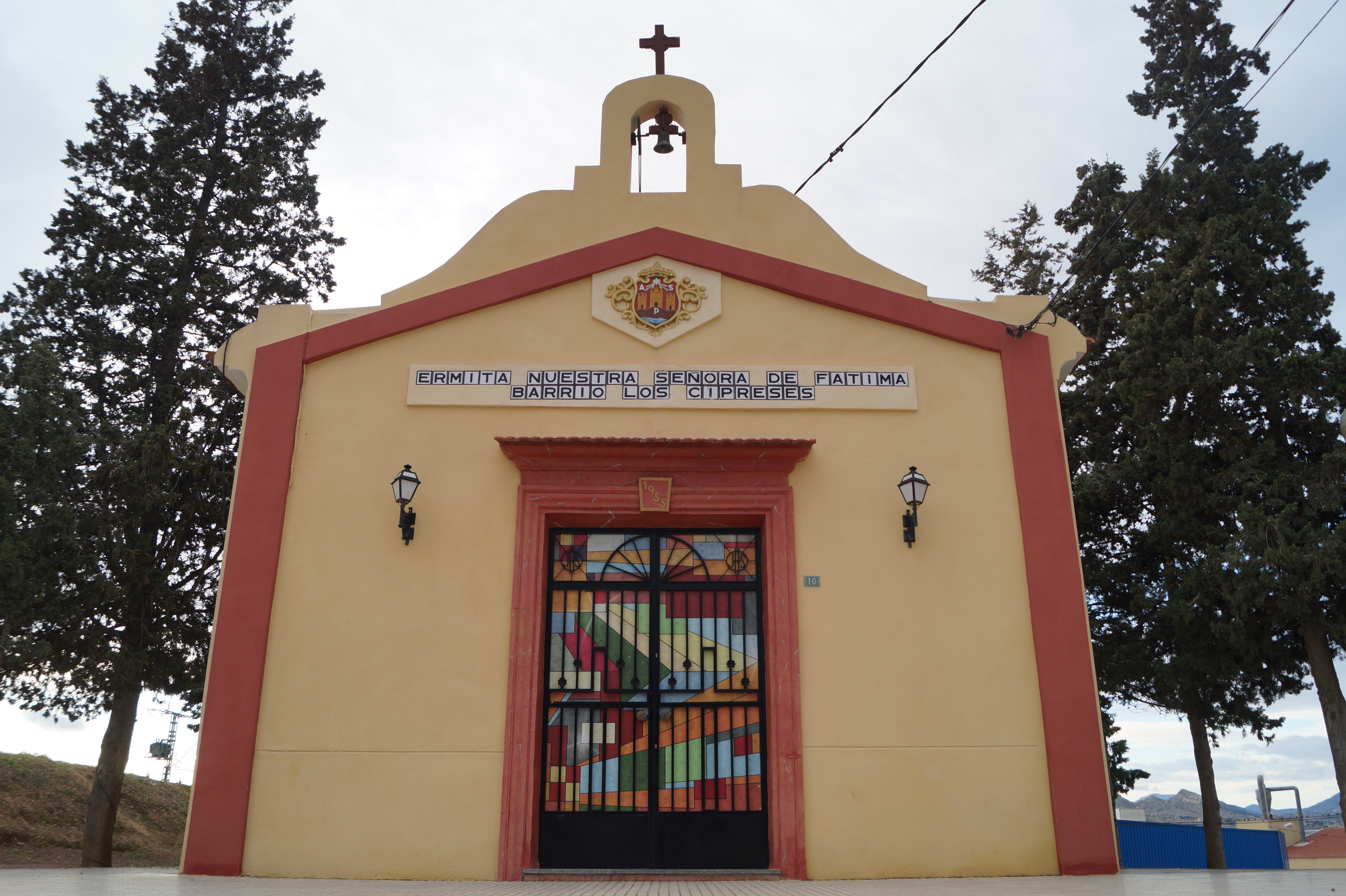
Ermita Ntra. Sra. de Fátima "Los Cipreses"

Ubicada en el barrio denominado “Los Cipreses” (de ahí su sobrenombre), fue construida en el año 1955. Se trata de un pequeño edificio de planta rectangular, con fachada rematada en espadaña con campana, y de la que destaca un relieve con el escudo de Aspe. En su interior podemos encontrar varias imágenes religiosas, de las que destaca Nuestra Señora de Fátima que preside la Ermita. En ella se desarrollan las fiestas de Nuestra Señora de Fátima en mayo y de la Virgen de la Salud en septiembre.
- Ermita de "La Columna"

La Ermita conocida como “La Columna”, aunque también como “La casica de la Virgen”, es un pequeño edificio de planta cuadrada construido en el año 1896 por el maestro de obras del Ayuntamiento, José Pastor Atart. Se encuentra en el inicio del camino viejo de Hondón de las Nieves, en su confluencia con la carretera que une Aspe con La Romana. Rehabilitada en el año 2010 recuperando su color original tanto en el interior como en el exterior, cuenta con dos fachadas similares, ambas con puerta de acceso, y tejado a dos aguas. Su uso se restringe a custodiar la imagen de la patrona, Nuestra Señora de las Nieves, durante poco más de una hora a su llegada a la localidad cada 3 de agosto de año par tras la romería de “La Traída”, mientras las camareras de la Virgen la preparan para iniciar la Procesión de Entrada.
- Otras ermitas

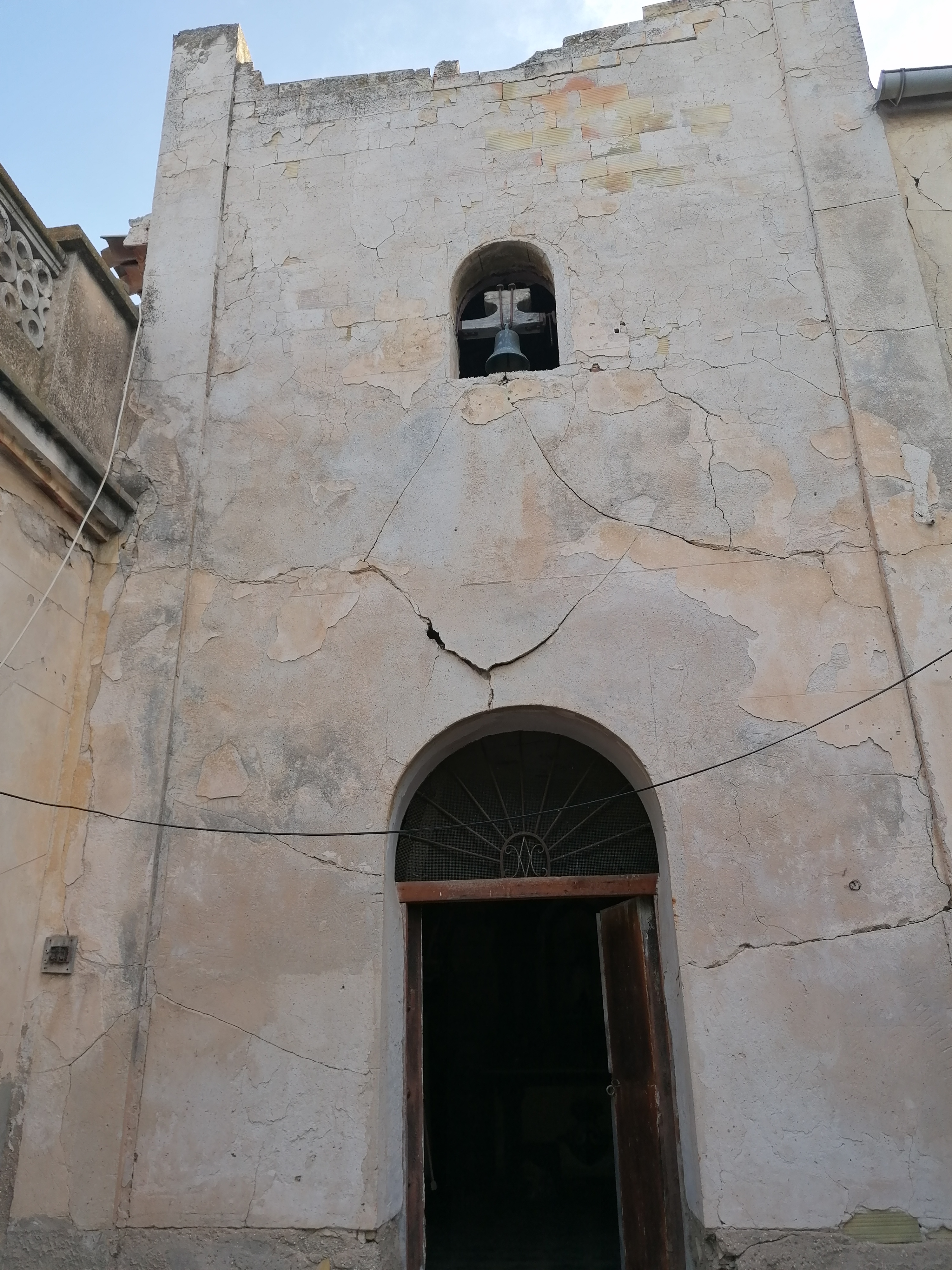
Ermita Ntra. Sra. del Carmen

Aparte de las ya mencionadas, Aspe ha contado a lo largo de su historia con otras muchas ermitas. De los siglos XVIII, además de la de la Purísima Concepción, se podían encontrar las Ermitas de San Juan, Santo Cristo, Nuestra Señora de la Aurora, la del Hospital de la Villa, Nuestra Señora del Socorro, San Bartolomé Apóstol y Nuestra Señora del Carmen; todas desaparecidas salvo esta última. La Ermita de Nuestra Señora del Carmen se encuentra ubicada en una propiedad privada, en lo que fue una heredad de regadío con casa solariega perteneciente a la familia de los Miralles, conocida popularmente en la actualidad como "Casa Amadeo". Construida en el siglo XVIII, su Ermita es una pequeña construcción de mampostería con cubierta plana y cámara superior con tejado a un agua lateral. Lo modesto de su estructura y dimensiones no le resta un ápice de valor, por cuanto supone ser la única edificación de carácter religioso originaria del siglo XVII conservada en el campo de Aspe. El hastial aparece enmarcado por dos pilares que, dejando un vano central para alojar la actual campana, se prolongan hasta lo que fue una espadaña, hoy desaparecida. El interior, de una gran sencillez compositiva, dispone una única sala. Al fondo, sobre testero plano y enmarcado por un arco triunfal de escayola sobre columnas exentas, se dispone un pequeño retablo igualmente de escayola con un nicho central de arco apuntado albergando a la Virgen del Carmen. En el interior del altar, que muestra en la predela el escudo de la orden carmelitana entre pilastras, se dispuso en algún momento una reliquia, de la que no se ha podido averiguar nada más aparte de su existencia.
De inicios del siglo XX data otra Capilla dedicada también a la Virgen del Carmen, en este caso la de la Residencia de Ancianos Nuestra Señora de las Nieves; ubicada en la parte izquierda delantera del edificio, cuenta con planta rectangular. El edificio, cuenta con una espadaña con campana realizada en ladrillo. En su interior, destaca la sencillez en la ornamentación, con varias capillas en el lateral izquierdo y presidido por un altar central en mármol rojo con una imagen de la Virgen del Carmen.

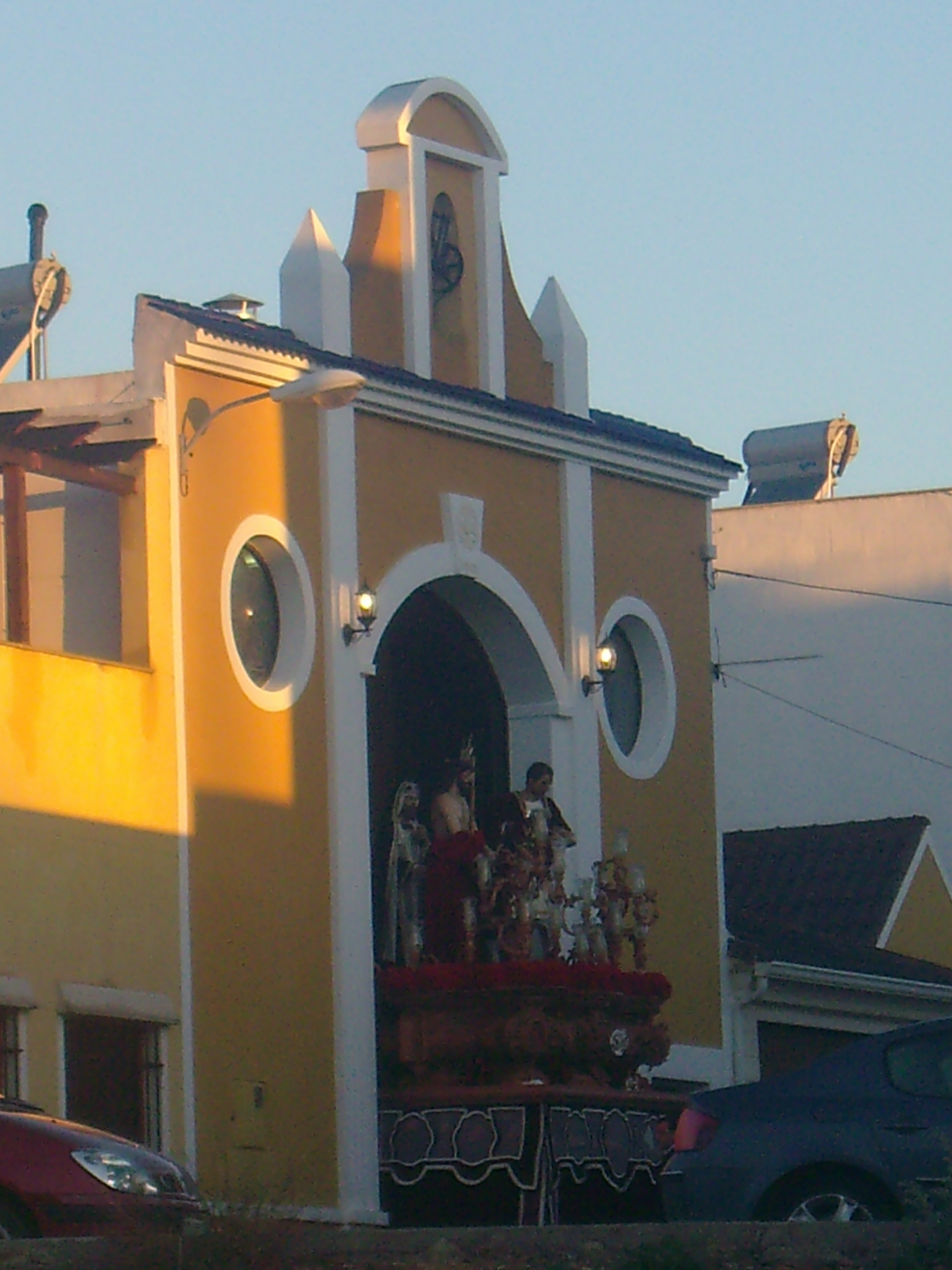
Ermita de Ntro. Padre Jesús del Ecce Homo

 Mucho más reciente, del año 2003, la Casa de la Hermandad y Cofradía de Nuestro Padre Jesús del Ecce Homo y María Santísima del Amor y la Misericordia, ubicada en el barrio El Castillo, junto al cauce del río Tarafa y muy próxima al yacimiento del Castillo del Aljau, tiene forma de ermita y está presidida por un gran portón y dos vidrieras circulares. Sobre el portón, una pequeña cartela contiene el escudo de la Hermandad, y sobre ella remata la fachada una espadaña con campana, flanqueada por sendos pináculos.
Capillas y Cruces de término
Desde antiguo, las calles de Aspe quedaron impregnadas de pequeñas capillas y oratorios, mayoritariamente en las fachadas de las casas, en las que rendir culto a alguna advocación los vecinos de las diferentes calles, para tener cerca una imagen a quien orar o ante a quien presignarse para pedir protección al salir a la calle. Muchas de estas capillas se han mantenido hasta nuestros días, algunas de ellas con cambios debido a las diferentes vicisitudes históricas, y mayoritariamente se trata de azulejería pintada o capillas con imágenes de pequeñas proporciones. Destaca por su antigüedad la de la Virgen de los Desamparados, en la calle homónima, del siglo XVI en cuanto a azulejería; y referente a las de imágenes en su interior, en cuanto a su tamaño e importancia, la de la Virgen de las Nieves.
Paralelamente, encontramos las cruces de término localizadas en Aspe, que estaban situadas a las afueras de la villa, en las salidas de los caminos que se dirigían a las dos poblaciones más importantes del sur valenciano: Alicante y Orihuela. Con el paso del tiempo, el desarrollo urbanístico las integraría en el entramado urbano de la población.
Su ubicación responde a la necesidad de protección para transitar por los caminos, puesto que hasta el siglo XIX fueron muy inseguros, y por ello las cruces se convirtieron en un punto de agradecimiento del trayecto realizado sin contratiempos o de petición de amparo de los que lo iban a iniciar.
En opinión de algunos historiadores, estas cruces se instalaron durante la reconquista para indicar que un pueblo ya era cristiano. En el caso de Aspe, las primeras referencias documentales las sitúan en la primera mitad del siglo XVIII.
- Capilla de la Virgen de las Nieves

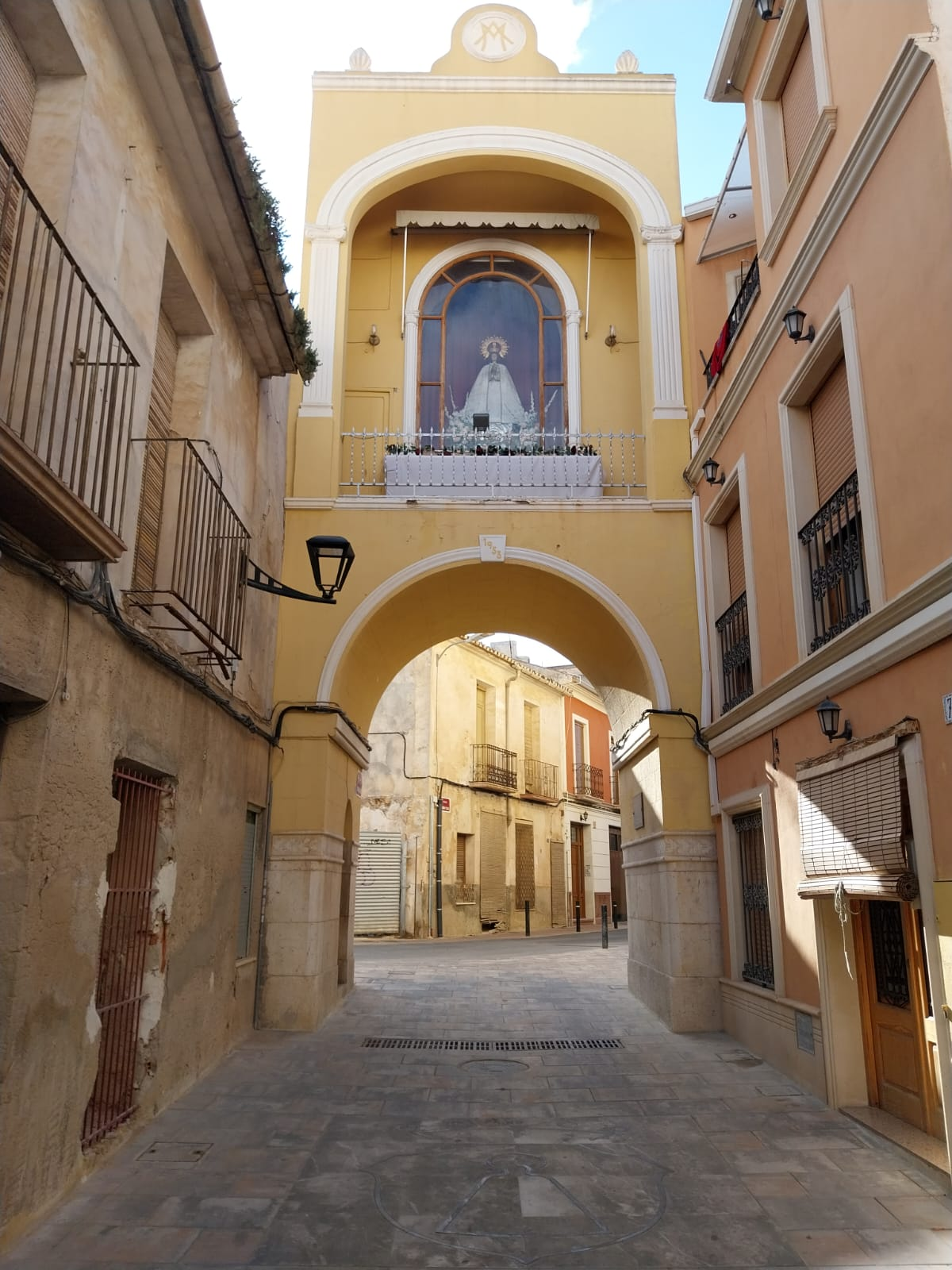
Capilla de la Virgen de las Nieves

La calle Virgen de las Nieves se va a configurar al despuntar el siglo XVIII. A partir de 1730, los testimonios de vecinos residentes en esta calle son asiduos en testamentos y dotes, confiriendo a sus familiares viviendas o solares para edificar. Esta calle habilitó con prontitud una capilla bajo la advocación de Nuestra Señora de las Nieves, patrona del municipio, en la que ofrecer culto a la Virgen, paralelamente a la devoción que se le profesa en la Iglesia de Hondón de las Nieves. La referencia más antigua la encontramos en un testamento que data de 1735.
La capilla de la Virgen de las Nieves ha sido el culto instituido en una calle pública que mayor pervivencia histórica ha tenido en Aspe. El paso de los siglos ha originado transformaciones, pero la capilla sigue gozando de una gran devoción en la villa. La actual configuración de la capilla, que se encuentra sobre un arco bajo el cual transcurre el final de la calle, data del año 1953.
- Cruz de Orihuela:

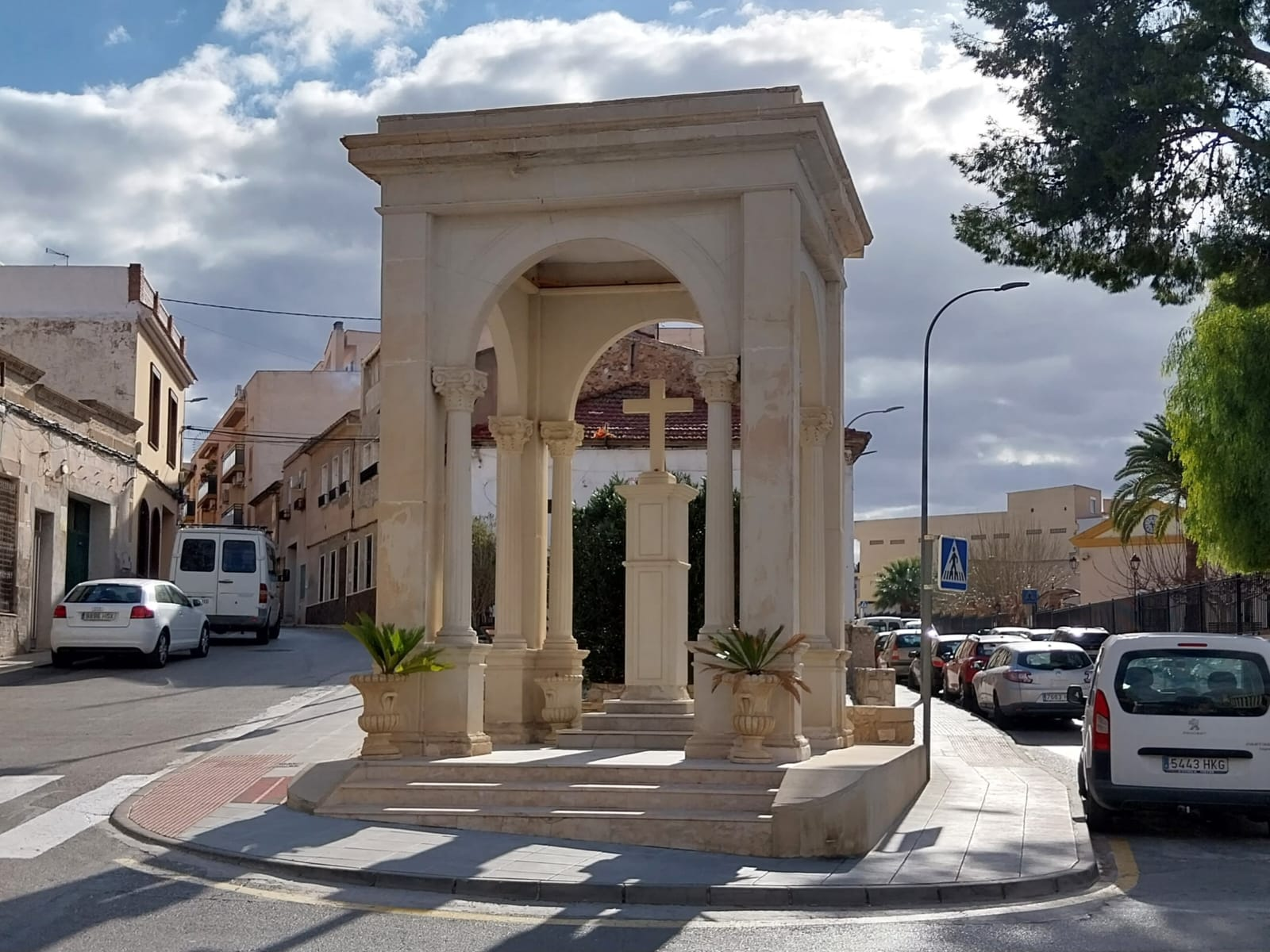
Cruz de Orihuela

El historiador aspense Manuel Cremades remite su origen al año 1529; sin precisar si se refiere a la desaparecida en 1936, sustentada con columna salomónica y cuyo estilo evidencia una cronología más tardía. Tras su desaparición, en 1940 se construyó en el lugar donde estaba una verja de madera con una cruz en su interior, montándose en julio de los años pares un templete de madera desde 1946 para recibir a Ntra. Sra. de las Nieves hasta que en 1969 se construye la actual cruz cubierta. En esta Cruz de Orihuela todos los 3 de agosto de los años pares se recibe a la patrona de Aspe, Ntra. Sra. de las Nieves. El día de la Traída de la Virgen, primero se acoge en la ermita denominada “La Columna”, para desde allí ser trasladada hasta esta cruz donde es recibida por la corporación municipal, clero, comisión de fiestas y damas de honor, entonándose la salve “Los tres amores” y lanzándose una alborada en su honor, para, a continuación, iniciarse la procesión en dirección a la basílica Ntra. Sra. del Socorro.
- Cruz de Alicante

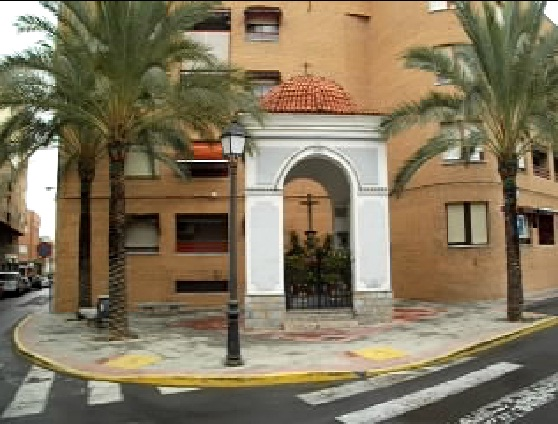
Cruz de Alicante

El templete de la calle La Cruz, o Cruz de Alicante, está situado a la altura del inicio del antiguo camino que conducía hacia la capital provincial. Esta calle se configuró con el crecimiento urbano posterior a la ubicación de esta cruz de término, iniciándose su trazado en este templete que le da nombre. A primeros de mayo se celebra la fiesta de la calle La Cruz, surgida probablemente a mediados del siglo XVIII.
Existen diferentes referencias documentales que indican la existencia de esta cruz en el siglo XVIII, siendo la primera de ellas la que encontramos en el testamento de Sebastián Martínez, con fecha 3 de julio de 1730, al asignar a su hija Josefa María “2 bancales de tierra con 6 oliveras junto a la Cruz del Camino de Alicante”. Se diferenciaba de la cruz de Orihuela en que en sus orígenes, esta cruz del camino de Alicante no estaba cubierta. El actual templete data del año 1956, aunque la cruz actual que alberga es de la última década del siglo XX.
Puentes y Acueductos

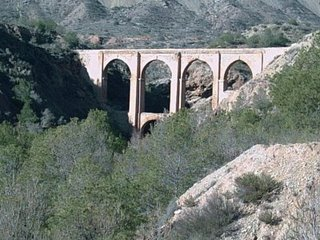
Acueducto de los Cinco Ojos

La grandeza monumental del municipio de Aspe no solo se contempla en su Casco Urbano, sino que todo el término municipal se encuentra impregnado de edificios históricos de diversa índole que muestran las necesidades de sus antepasados para mejorar su calidad de vida. Uno de los monumentos que más llaman la atención son los puentes y acueductos extendidos por diversos parajes municipales, especialmente el sistema de conducción de aguas del siglo XVIII que llevaba el agua hasta Elche. Construido por el arquitecto aspense José Gonzálvez de Coniedo entre 1785 y 1789, se trata de una gran obra de ingeniería hidráulica de cerca de 15 km que conducía el agua hasta Elche. Todavía se conservan numerosos tramos del canal y algunos de los acueductos que hubieron de construirse para salvar los desniveles e irregularidades del paraje de "Los Barrancos" que atraviesa dicha conducción. De todos los acueductos, los más conocidos son los llamados "Puente de los Cuatro Ojos" sobre la Rambla del Angosto, y "Puente de los Cinco Ojos" sobre el Barranco de los Ojos, tal vez este último el más emblemático y monumental, contando con un gran valor arquitectónico: destaca en él la sólida estructura de ladrillo macizo reforzada con estribos, y sorprende la esmerada terminación de una obra situada en un lugar en aquel momento tan poco dado a la contemplación como lo es el paraje de "Los Barrancos" (Hoy en día, pasa por él una ruta de senderismo). Todo el conjunto parece expresar un dominio del lenguaje clasicista; un sentido de la proporción, la monumentalidad y lo estético.
Además de este magnífico sistema de conducción con varios acueductos, se pueden encontrar otros como el acueducto conocido por los aspenses como "La Canal de Hierro", situado junto al camino La Carrasca y construido en este material a inicios del siglo XX. Mucho más próximo al Casco Urbano, a su entrada desde la carretera que lo une con La Romana, encontramos el paraje de El Hondo de las Fuentes, zona arbolada habilitada como lugar de esparcimiento y del que destaca un magnífico acueducto realizado en piedra y con tres ojos que data del siglo XIX. En este lugar, también se ubicó hasta los años 70 del siglo XX un magnífico lavadero de piedra utilizado hasta hace algunas décadas por los aspenses y que tristemente hoy ya no existe.
Museos
] Casa "El Cisco" - Museo Histórico Municipal

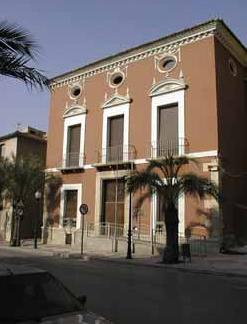
Casa "El Cisco", Museo Histórico Municipal

 La historia de la Villa de Aspe se divulga desde el Museo Histórico mediante un amplio abanico de actividades que promueven y preservan el patrimonio cultural del municipio.
Para la ubicación de este museo se eligió un edificio histórico de finales del siglo XIX, antigua finca agrícola ubicada en su origen en la periferia de la población y conocida popularmente como casa “El Cisco” o “de las escalericas”.
El edificio conserva su estructura original, por lo que todavía hoy podemos observar su cancela modernista, sus suelos de baldosa hidráulica, su escalera de acceso a las diferentes plantas, la bodega y la almazara originales. Estos fondos etnográficos se complementan con numerosos objetos de donaciones privadas que nos permiten conocer las costumbres, tradiciones y formas de vida de generaciones anteriores.
Además, el museo cuenta con fondos arqueológicos que abarcan una cronología desde el Paleolítico hasta la Edad Moderna y Contemporánea, procedentes de los numerosos yacimientos del término municipal, aportándonos datos de los diferentes pueblos que se han asentado en este territorio.
La actividad del museo es constante, y a lo largo del año se realizan exposiciones temporales, talleres educativos, conferencias, jornadas de investigación, conciertos de música clásica, concursos escolares y anualmente se concede el premio de investigación histórica Manuel Cremades.

### Plazas, parques y jardines
El casco antiguo de Aspe se encuentra impregnado de numerosas plazas, la mayoría de ellas de pequeñas dimensiones y rehabilitadas en los últimos años, fruto del agrupamiento irregular de las casas debido a las influencias islámicas durante su construcción. De él destacan dos: la Plaza Mayor alrededor de la cual se construyó "Aspe el Nuevo"; y la Plaza de San Juan en torno a la que gira la expansión del Casco Antiguo. Pero junto a ellas, podemos encontrar otras plazas como la de San Pascual, San José, Santa Bárbara o la de la calle Coronela. Otras plazas más recientes, fuera del casco antiguo, pero dentro del casco urbano, son las Plazas de Las Provincias, Cataluña y Andalucía, todas ellas situadas en el barrio de La Coca.
- Plaza Mayor:

Centro del Casco Urbano, lugar de encuentro entre los vecinos y sitio donde se celebran numerosos eventos y fiestas tradicionales a lo largo del año. En el perímetro de esta plaza se pueden observar los principales edificios del municipio, la Basílica de Nuestra Señora del Socorro y el Ayuntamiento, así como ejemplos de fachadas de viviendas burguesas cuya construcción responde al auge económico de los siglos XIX y XX. Entre ellas, destaca el edificio que alberga el Casino Primitivo donde se realizaban recepciones y bailes de sociedad; y junto a ella, la imponente Casa Martínez, coronada por una singular linterna. Ambas construcciones de estilo modernista.
De esta Plaza Mayor son característicos los diez ejemplares de plátanos centenarios que dan sombra durante los meses estivales. En el año 2006 fue sometida a una profunda reforma que dio lugar a su configuración actual, en plataforma única y totalmente cortada al tráfico, para ser disfrutada por aspenses y turistas como lugar de esparcimiento y recreo.
- Plaza de San Juan:

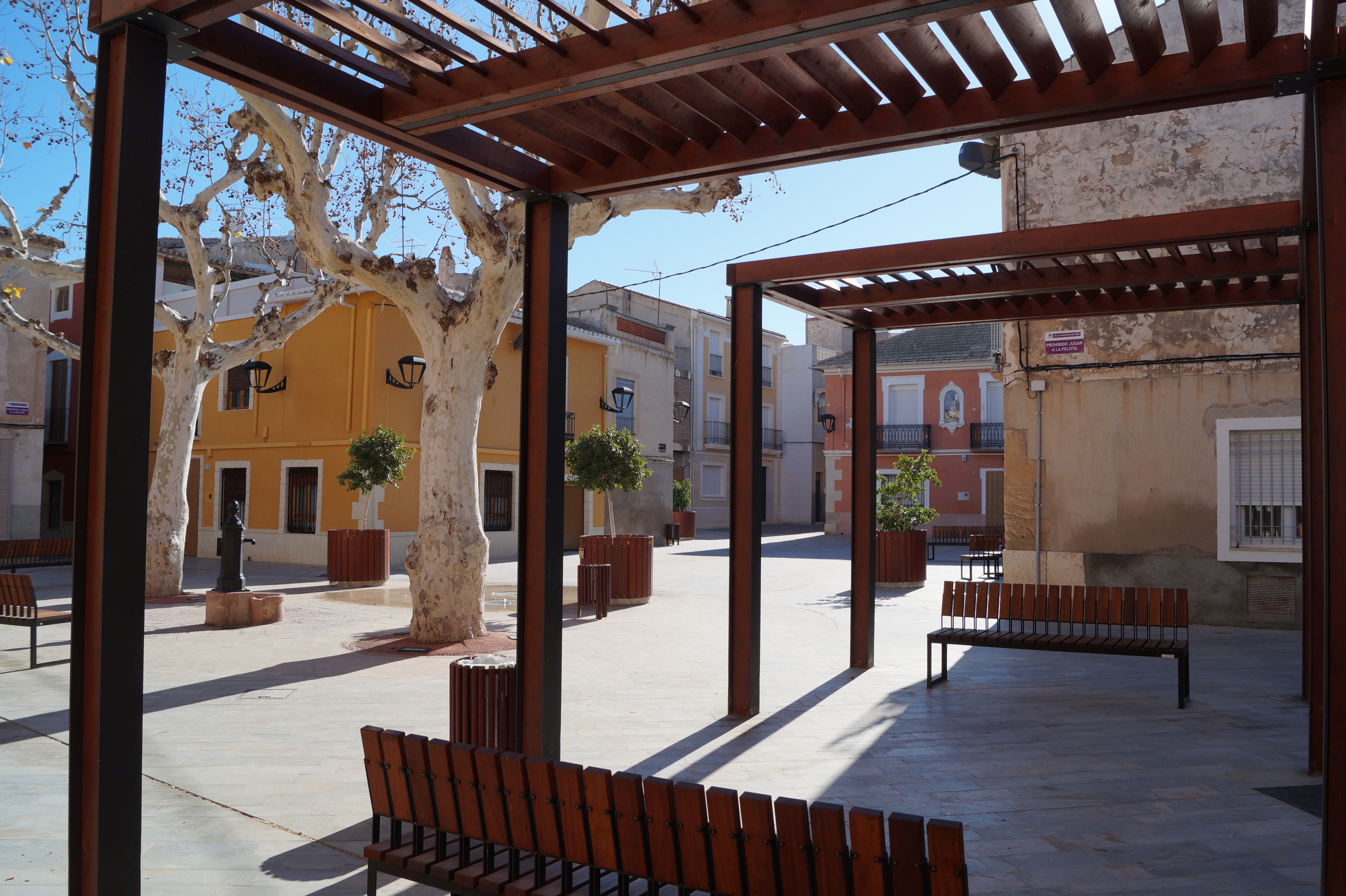
Plaza de San Juan.

Se trata de una plaza en torno a la que se construyó la expansión del Casco Antiguo de Aspe. Sus edificios son en su mayoría antiguas viviendas unifamiliares de dos alturas, que datan del siglo XIX y primera mitad del XX principalmente, y de las que no todas han sido rehabilitadas. La Plaza, que cuenta con dos plátanos centenarios muy característicos, entre los cuales se encuentra una pequeña fuente de finales del siglo XIX, pavimentada en su alrededor de mármol rojo, y que servía para abastecer a los vecinos de agua potable cuando no existían las conducciones a domicilio, ha sufrido recientemente una profunda reforma que la ha modernizado. Actualmente, esta plaza de forma irregular, es de plataforma única con losas grisáceas y rojizas, respetando las originales que circundan la fuente. Frente a ésta se ha construido una nueva, más moderna y con juego de luces, con tres caños que surgen desde el suelo. Una pérgola de madera y hierro junto a los árboles, y numerosos bancos y maceteros hacen de esta plaza un lugar acogedor y tranquilo para el esparcimiento. Se encuentra presidida por una hornacina dedicada a San Juan Bautista, ubicada en la fachada de una de las casas, frente a la que la noche del 24 de junio tiene lugar la tradicional "quema" de la hoguera en honor al santo.
- Parque Doctor Calatayud:

Se encuentra ubicado junto al Mercado de Abastos y el Casco Antiguo y su construcción se remonta a 1945. Durante décadas fue el único jardín de Aspe, y aún hoy sigue siendo uno de los de mayores dimensiones y más frecuentados del municipio. A lo largo de su historia ha sufrido numerosas reformas, pero todavía se conservan sus ocho características pérgolas de obra y madera, decoradas con azulejos, así como el remate de la escultura de la fuente central, del escultor alicantino Daniel Bañuls Martínez. De sus especies hornamentales destaca la gran cantidad de Palmera Canaria, que rodea el parque, así como otras especies como phoenix washingtonia, pino carrasco, morera, jacaranda, falsa pimienta o magnolio.
- Parque La Coca:

Inaugurado en 1994, supuso la tercera zona verde en construirse en Aspe, tras el Parque Doctor Calatayud y el Parque de Vistahermosa. Rodeado de muros de mampostería con losas blancas en su parte superior, la ligera pendiente sobre la que se asienta hace que su distribución este basada en varios niveles. En la parte superior del parque encontramos una amplia explanada flanqueada de palmeras y presidida por una moderna fuente del año 2012, que sustituye a la original. Tras ella un escenario semicircular cubierto de una pérgola de hormigón y hierro rojo adecúan el espacio a modo de auditorio. Junto a la fuente, la ornamentación del parque se complementa con una arcada construida sobre pilares de mampostería procedentes de una antigua fábrica que se situó en la actual calle Sagunto de Aspe. El parque se completa con dos zonas de juegos infantiles, kiosco y una pista deportiva con grada. Unos años después se produjo una ampliación del mismo con la construcción de una nueva zona ajardinada en un solar contiguo, sin embargo, ni la arquitectura ni la fisionomía del mismo tienen nada que ver, siendo mucho más simple. En esta zona encontramos una nueva área de juegos infantiles, así como aparatos de ejercicio para personas mayores. En 2010 sufrió una importante reforma que lo convirtió en el primer parque totalmente adaptado para discapacitados en Aspe.
- Parque Alcalde Miguel Iborra:

Se trata de la zona verde más amplia del municipio, con más de 14 000 m². Fue inaugurado en 2010 y construido con cargo al Plan E del Gobierno de España. Se asienta sobre un antiguo barranco, lo que le proporciona una ladera en la que se sitúan bancos de colores a modo de gradas, hecho que le hace ser conocido popularmente como Parque de Los Colores. Frente a esta ladera, una amplia explanada rodeada de muretes de mampostería y presidida por un escenario, cuyo fondo es un muro construido con bloques de mármol de la zona, y la parte trasera del mismo utilizado como fuente ornamental a modo de cascada. En la parte superior del parque se puede pasear por una zona ajardinada, donde se encuentran dos pistas de petanca y aparatos para hacer ejercicio físico.
- Parque del Hondo de las Fuentes:

Ubicado junto al cauce del río Tarafa, y dividido por la carretera que une Aspe con La Romana se encuentra situado en el paraje homónimo, incluyendo dentro del recinto una importante alameda natural. En este lugar se ubicaba el antiguo lavadero de la localidad, hoy enterrado a la espera de poder ser restaurado, así como un acueducto de mampostería con tres grandes arcos de medio punto construido en el siglo XIX para conducir una acequia. La zona verde, construida por la Escuela Taller Virgen de las Nieves en el año 2000, incluye numerosas plantas y arbustos mediterráneos, así como arbolado de la zona. Cuenta con una fuente a modo de estanque con un único surtidor, sobre la que se sitúa un puente de madera. También encontramos juegos infantiles y merenderos.
- Otros parques y jardines:

Además de los ya mencionados, que destacan por sus dimensiones, elementos ornamentales y patrimoniales y belleza, en Aspe encontramos parques y jardines de diverso tamaño en todos los barrios del municipio. De esta forma, en el núcleo principal de población tenemos los parques de Vistahermosa, Voluntarios de Cruz Roja, El Último Jueves, La Nía, Avenida de Elche, El Castillo, Avenida Padre Ismael, Río Tarafa y El Huerto, además de las plazas, parques y jardines ya mencionados anteriormente. En la Urbanización Santa Elena podemos visitar el parque del Algarrobo y el parque de Las Palmeras; y otro en la Urbanización San Isidro.

## Zonas naturales
Flora
Debido a las características del suelo de estos parajes y a la climatología de la zona, la vegetación está adaptada
a una aridez extrema, a la presencia de sales en el suelo y a la ausencia de materia orgánica. Estas peculiaridades conllevan que no encontremos nunca formaciones boscosas, sí en cambio manchas o rodales de matorral abierto. En estos matorrales podemos encontrar ejemplares de lentisco, palmito, espino negro, tomillo, cantueso, romero o esparto.
En el fondo de los barrancos aparecen masas de carrizo junto con ejemplares de adelfa. Además, en los alrededores de la cola del pantano aparece un magnífico bosquete de tarayes, típico de estos ambientes.
También encontraremos algunos árboles de olivos y algarrobos, típicos de los campos de cultivo.
Fauna
La fauna de la zona está condicionada por la vegetación existente, pudiendo encontrar mamíferos como el zorro, el jabalí, el conejo o el erizo, y aves como el cernícalo, la perdiz, el búho real, el mochuelo, el pito real o la cogujada.
En la zona del río Vinalopó se crean una serie de remansos, que son utilizados por diferentes aves ligadas a los medios acuáticos como son la cigüeñuela o la focha común, y diversos anfibios como el sapo común, el sapo corredor y la rana común.
Parajes Naturales
- Río Tarafa (Olmeda y Alameda):

En el territorio semiárido la presencias de cursos de agua de carácter temporal o permanente tiene un efecto importante sobre el paisaje, ya que en estos enclaves encontramos suelos profundos y húmedos que permiten el desarrollo de formaciones vegetales exuberantes como las olmedas y alamedas. En el río Tarafa encontramos una Alameda en el paraje del Hondo de las Fuentes y una Olmeda al paso del río por el casco urbano junto al Puente "El Baño".
- Río Vinalopó (Tarayales): en el término municipal de Aspe encontramos uno de los tramos mejor conservados del cauce del Río Vinalopó, donde las condiciones de cierta salinidad permite el crecimiento de tarayales y carrizales de gran valor ambiental. Encontramos algunos tarayales al norte del puente de la carretera de Alicante a la altura del Castillo del Río y al paso del Vinalopó por la zona del barranco de Los Ojos.

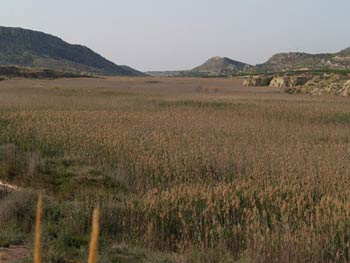
Carrizal de la Cola del Pantano

- Los Barrancos (Upanel, Los Algezares, Barranco de Los Ojos): los barrancos y cursos fluviales tienen una gran importancia desde un punto de vista ecológico, ya que su accidentado relieve ha dificultado su transformación, permitiendo la existencia de comunidades biológicas enriquecidas y formando corredores naturales que mitigan el grave problema de fragmentación de hábitats. Carrizal de la Cola del Pantano La zona de los Barrancos está formada por los parajes de Upanel, los Algezares y Barranco de los Ojos, cuyo paso del río Vinalopó unido a varios cursos de agua intermitente hacen de él un rico paraje medioambiental al que se le suma la importante labor realizada de repoblación forestal. Actualmente, se están culminando los trámites para la protección como Paraje Natural Municipal de los Algezares que se convertirá en el más extenso de estas características en la Comunidad Valenciana. Esta zona natural, cuenta también con un importante valor monumental al transcurrir por ella el sistema de conducción de aguas a Elche del siglo XVIII con varios puentes y acueductos, y casonas agrícolas de la época como la Casa de Upanel, actualmente en estado de ruina.
- Cola del Pantano de Elche (carrizal): entre los valores naturales del Pantano de Elche, recientemente incluido en el Catálogo de Zonas Húmedas de la Comunidad Valenciana, destaca su importancia ornitológica ya que son muchas las especies de aves que utilizan el área para nidificar, invernar o como zona de descanso y alimentación durante las migraciones. La cola del mismo se encuentra en término municipal aspense.
- Sierra de la Ofra: en la umbría de la sierra de la Ofra encontramos la masa forestal mejor conservada del municipio, donde la presencia de pinares, matorrales, espartales y tomillares otorgan un importante valor paisajístico y biológico a este paraje. A los pies de la misma, en el camino viejo de Hondón, encontramos una pinada fruto de la acción humana, acondicionada como lugar de esparcimiento con merenderos y barbacoas.

Senderos
El municipio de Aspe cuenta con tres senderos de corto recorrido, en muy buenas condiciones y debidamente señalizados, que transcurren por los parajes naturales más importantes del término municipal, encontrando a su paso una buena muestra de la vegetación típica mediterránea, cursos fluviales intermitentes o los ríos Tarafa y Vinalopó. Además, a través de estas tres rutas podemos conocer edificaciones que muestran el modo de vida de los antepasados aspenses como el sistema de conducción de aguas hasta Elche del siglos XVIII con varios puentes y acueductos, casonas agrícolas de la época o edificios que albergaban molinos, así como el Castillo del Río.
A estos tres senderos homologados, se suman otros tres senderos en proceso de homologación, pero que ya pueden ser transitados por senderistas. Los senderos homologados son:
- Sendero de Upanel (PRV-169): El paraje de Upanel se caracteriza por la abundancia de ramblas y barrancos que provoca el agua sobre las arcillas y margas de color rojizo intenso, que contrastan con los yesos y las cuarcitas, formando un itinerario de gran interés geológico. Se trata de un territorio utilizado desde antiguo como canteras para la fabricación de tejas y ladrillos, con diversas casas de labor como la Casa de Upanel o la Casa de la Monfortera, ya cerca de las conducciones de agua potable desde Aspe a Elche construidas a finales del siglo XVIII, entre las que destacan los Puentes de Cinco y Cuatro Ojos sobre el Barranco de los Ojos y la Rambla del Angosto.
- Sendero de La Coca (PRV-242): Desde la Ermita de la Santa Cruz, que marca el punto más elevado del casco urbano de Aspe, andando por el camino de la Temerosa, se llega al paraje de La Coca y, a través del barranco del mismo nombre, se desciende hasta el río Vinalopó, frente al Castillo del Río, población fortificada que fue el antiguo asentamiento de “Aspe el Viejo” hasta el siglo XIII. Desde este punto, por el camino del Puente de Hierro, hacia el sur, entre las ruinas de antiguos molinos harineros y la antigua “Fábrica de la Luz”, se llega a la cola del Pantano de Elche donde la lámina de agua permanente ha motivado la existencia de numerosas especies de aves acuáticas.
- Sendero de La Fuente La Gota (PRV-315): Los parajes de Uchel y El Azafá constituyen el sector más meridional del término municipal de Aspe, en el límite con la comarca del Bajo Vinalopó. El acceso a la Fuente La Gota se realiza por los caminos de La Calera, Balsica de Don Blas, Cherro y Uchel, dejando a la izquierda la silueta característica de la Sierra de las Tres Hermanas, para llegar al barranco de Las Monjas que, aguas abajo, ya en término ilicitano recibe el nombre de barranco de Los Arcos. El cauce está cubierto por un denso bosquete de cañas y juncos que deja una senda en el margen derecho del barranco. La Fuente de La Gota se encuentra incrustada en una entrada del barranco sobre la Sierra del Azafá, desde donde surge un hilillo fino y constante de agua que, gota a gota, da nombre a la fuente.

Los senderos en proceso de homologación son:
- Sendero del río Vinalopó: Parte desde el Castillo del Río, atravesando el cauce para tomar el camino del Puente de Hierro hacia el Pantano de Elche, que cruza por unas motas sobre las aguas hacia la margen izquierda del río, donde están las antiguas canteras de arcillas y los hornos de yeso de Miguel Román, en la ladera sur de la Sierra del Tabayá. A lo largo del río se pueden observar las ruinas de varios molinos harineros o la “Fábrica de la Luz”. Ya en término ilicitano es posible llegar hasta la presa del pantano, e incluso a la ciudad de Elche, a través de diversos caminos por ambas márgenes del río.
- Sendero del río Tarafa: Recorre el cauce del principal afluente del río Vinalopó entre el paraje del Romeral (junto al Camino Viejo de Hondón), pasando por el casco urbano de Aspe (donde se localiza una alameda natural en excelente estado de conservación), hasta la unión con el río principal en el paraje de La Puntica, desde donde es posible conectar con los senderos de La Coca, Upanel y Vinalopó. En el recorrido se cruzan los antiguos azudes o rafas que derivaban las aguas del Tarafa para el riego tradicional de la huerta aspense hasta bien entrado el siglo XX, así como diversas minas de agua, alguna de las cuales sirvió para abastecer la ciudad de Elche de agua potable para consumo humano hasta 1930.
- Sendero de San Pascual: Cruza el término de sureste a noroese, desde Crevillent hasta Novelda, para llegar a Orito y la cueva de San Pascual en Monforte del Cid. Se trata de una de las rutas de peregrinación de mayor afluencia desde los municipios de la comarca del Bajo Segura, que cruzan la Sierra de Crevillent para llegar al Medio Vinalopó y atravesar Aspe hasta la cueva de San Pascual, especialmente los fines de semana del mes de mayo, cuando se celebra la festividad del santo (17 de mayo).

## Fiestas
- La Jira o El Último Jueves:

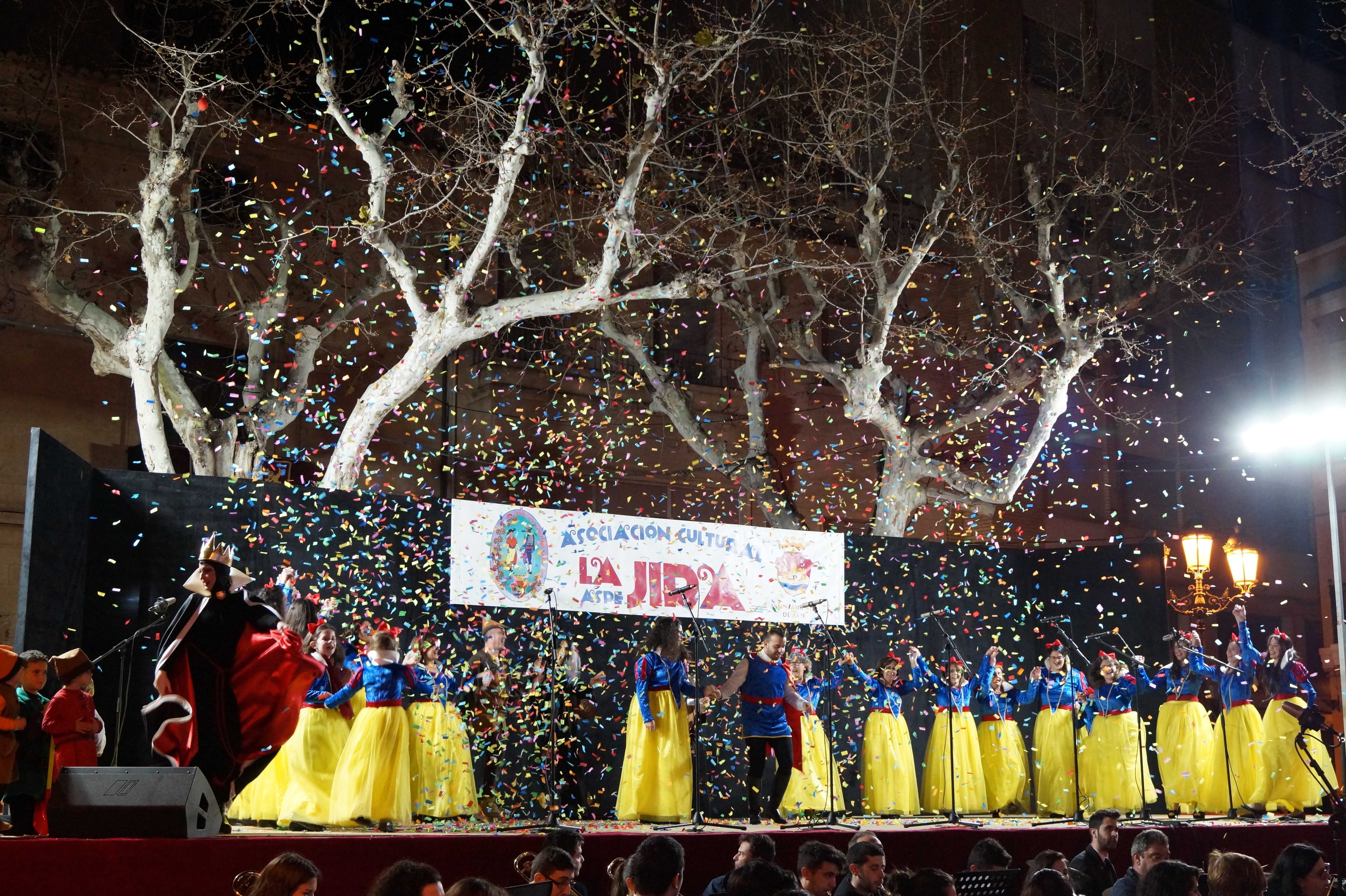
Actuación de una "Jira" en la Plaza Mayor

La fiesta de La Jira, conocida también por “El Último Jueves” al celebrarse el jueves anterior al Miércoles de Ceniza, es una fiesta genuina, centenaria y de gran tradición en la sociedad aspense, declarada Fiesta de Interés Turístico Provincial desde 2015, que coincide con el Jueves Lardero de otras localidades.
La celebración cuenta con la participación de más de mil personas distribuidas en numerosos grupos, denominados “Jiras”, que inician la jornada desfilando por las calles de Aspe, mostrando atuendos variados y originales estando representada cada una de las Jiras por una temática que las identifica. Al llegar a la Plaza Mayor tiene lugar el concurso en el cual cada Jira, distribuidas en las categorías de infantil, juvenil y absoluta, realiza una actuación sobre el escenario interpretando una canción popular con letra original. Cuando finalizan las actuaciones, y tras un nuevo desfile, las Jiras marchan a comer al campo para degustar el típico arroz y conejo, acompañado de torrijas y mistela. Por la noche, tiene lugar un nuevo desfile que finaliza en la Plaza Mayor, donde las Jiras vuelven a actuar y se procede a la entrega de premios.
- Semana Santa de Aspe:

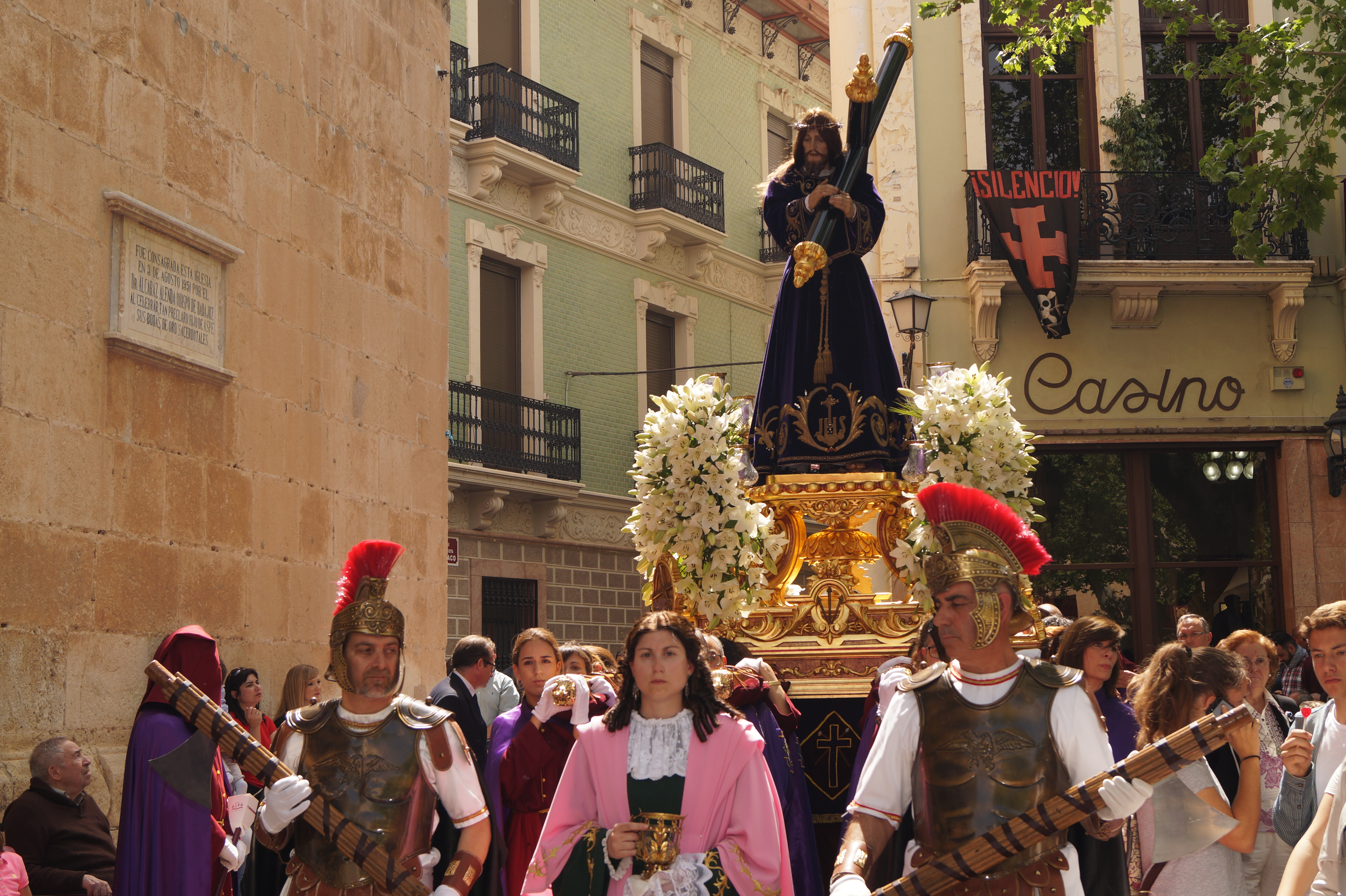
Procesión del Camino del Calvario, en la "Mañanica de Viernes Santo"

Su origen se remonta al siglo XVII, estando documentada en 1615 la primera Cofradía aspense, la del Dulcísimo nombre de Jesús, que se encargaba de organizar las celebraciones de la Pasión, especialmente el Viernes Santo. Desde entonces, la Semana Santa de Aspe ha pasado por numerosas vicisitudes que han hecho que hoy este considerada una de las celebraciones más importantes de nuestra provincia y de la Comunidad Valenciana, prueba de ello es su declaración en 2008 como Fiesta de Interés Turístico Provincial. Muestra de su importancia fue la celebración en 2005 del XII Encuentro Provincial, y en 2013 del V Encuentro Interdiocesano de la Comunidad Valenciana.
Tradiciones como el Sermón de las Siete Palabras “El Monte”, la representación viviente de las Marías y la Magdalena, los Nazarenos Penitentes, el Encuentro del Viernes Santo o las Cortesías de la “Mañanica de Pascua”, todas ellas nacidas en el siglo XIX, se han mantenido y potenciado, lo que demuestra la implicación del pueblo aspense hacia su Semana Santa.

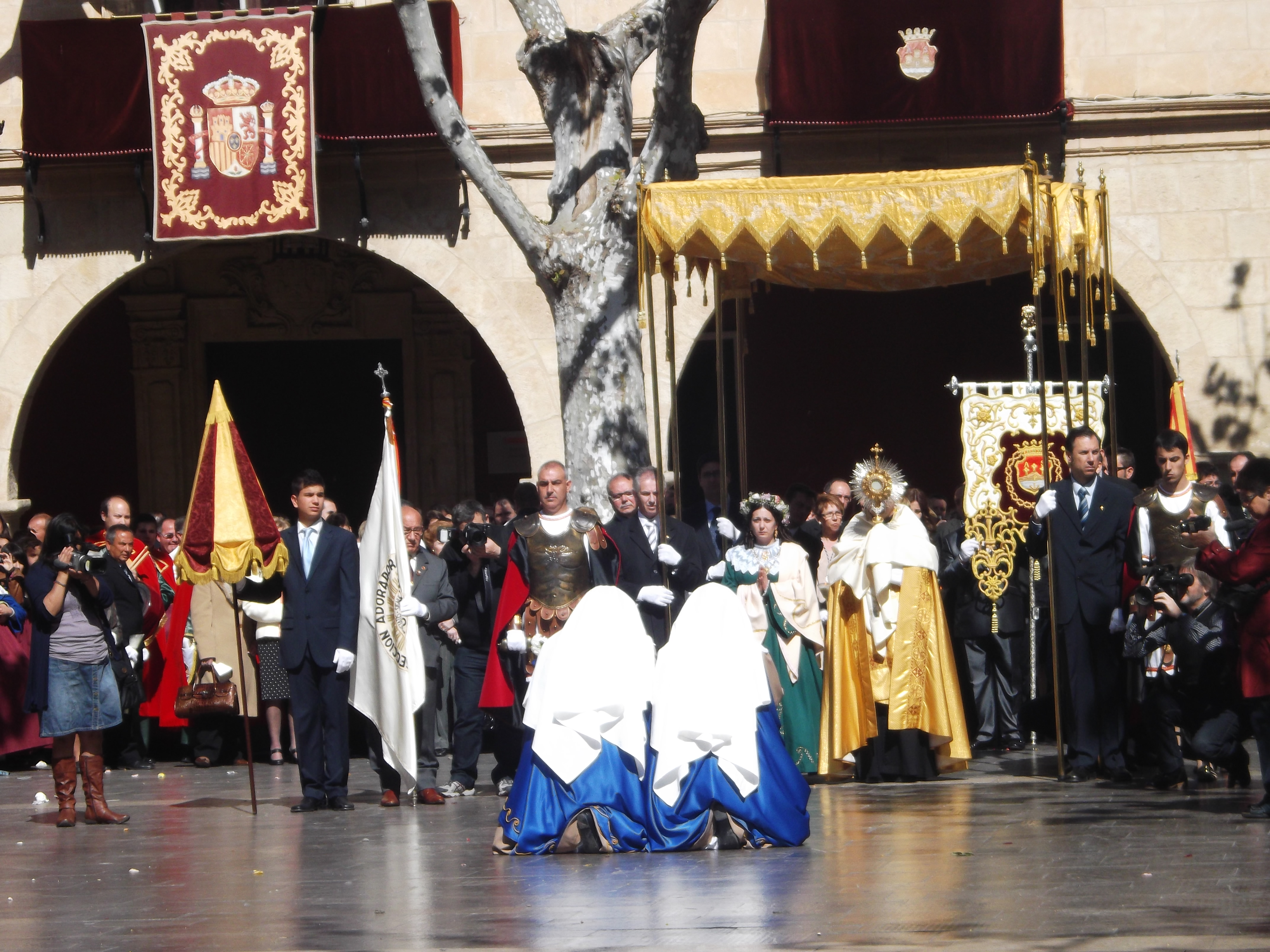
Cortesías de las Marías en la "Mañanica de Pascua"

Actualmente, la Semana Santa aspense está formada por cerca de 2000 cofrades distribuidos en 11 Archicofradías, Cofradías y Hermandades que sacan a la calle más de una treintena de pasos, todos ellos a hombros o a costal, en las 12 procesiones que tienen lugar entre el Domingo de Ramos y el Domingo de Resurrección. De ellas destacan, aparte de su singularidad, el alto nivel en imaginería, mayoritariamente de prestigiosos autores valencianos, así como el patrimonio musical, con numerosas composiciones dedicadas a las imágenes aspenses. El orden, la seriedad y la peculiaridad de la Semana Santa aspense, hacen de ella una festividad única.
- Fiestas Patronales en Honor a Nuestra Señora de las Nieves:

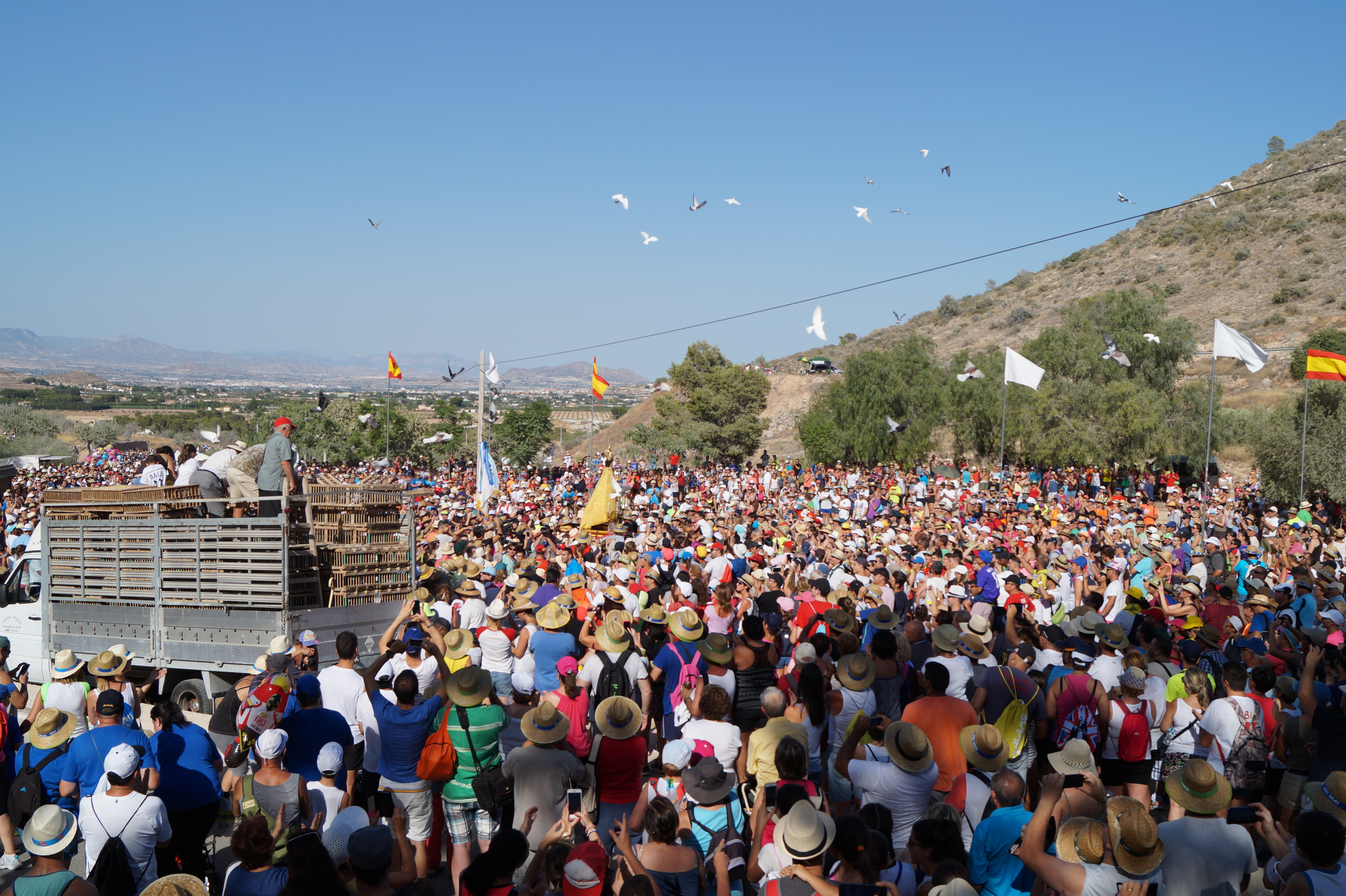
Romería de "La Traída" de la Virgen de las Nieves

Las Fiestas Patronales en Honor a Nuestra Señora de las Nieves, conocida como La Serranica, tienen lugar en agosto de los años pares, debido a que la imagen de la Patrona está compartida con la vecina localidad de Hondón de las Nieves, pedanía de Aspe hasta 1839, motivo por el cual se comparte a la Venerada Imagen.
Están declaradas Fiesta de Interés Turístico Autonómico desde el año 2015. Tras la presentación de las Damas de Honor el 1 de agosto, y el Pregón el día 2, tiene lugar la multitudinaria romería de “La Traída” el 3 de agosto, donde participan más de 20 000 personas a lo largo de sus más de 9 kilómetros de recorrido que separan la Parroquia-Santuario Mariano Diocesano de la Virgen de las Nieves, en Hondón de las Nieves, de la basílica Nuestra Señora del Socorro, de Aspe.
Al clamor de “¡Viva La Serranica!” y con las elevadas temperaturas características del mes de agosto, la Virgen es recibida en el paraje de “El Collao”, disparándose las 21 salvas de ordenanza y una tradicional suelta de palomas. Con su llegada a la Cruz de Orihuela, y tras entonarse la salve “Los tres amores”, se inicia la procesión que conduce a la Patrona a la basílica Nuestra Señora del Socorro. La entrada de la Virgen a la Plaza Mayor es uno de los actos más esperados por los aspenses y que acumula gran emoción, momento en el que se entona el centenario himno de salutación “Miradla” interpretado por los cantores “Hijos de Aspe”.
El día 5, festividad de la Virgen de las Nieves, tiene lugar la procesión con la que recorre la patrona las principales calles del centro de la localidad. Otra fecha a destacar es el 15 de agosto, cuando tiene lugar la Ofrenda de Flores a La Serranica, en un acto que va desde la Cruz de Orihuela hasta la Plaza Mayor.

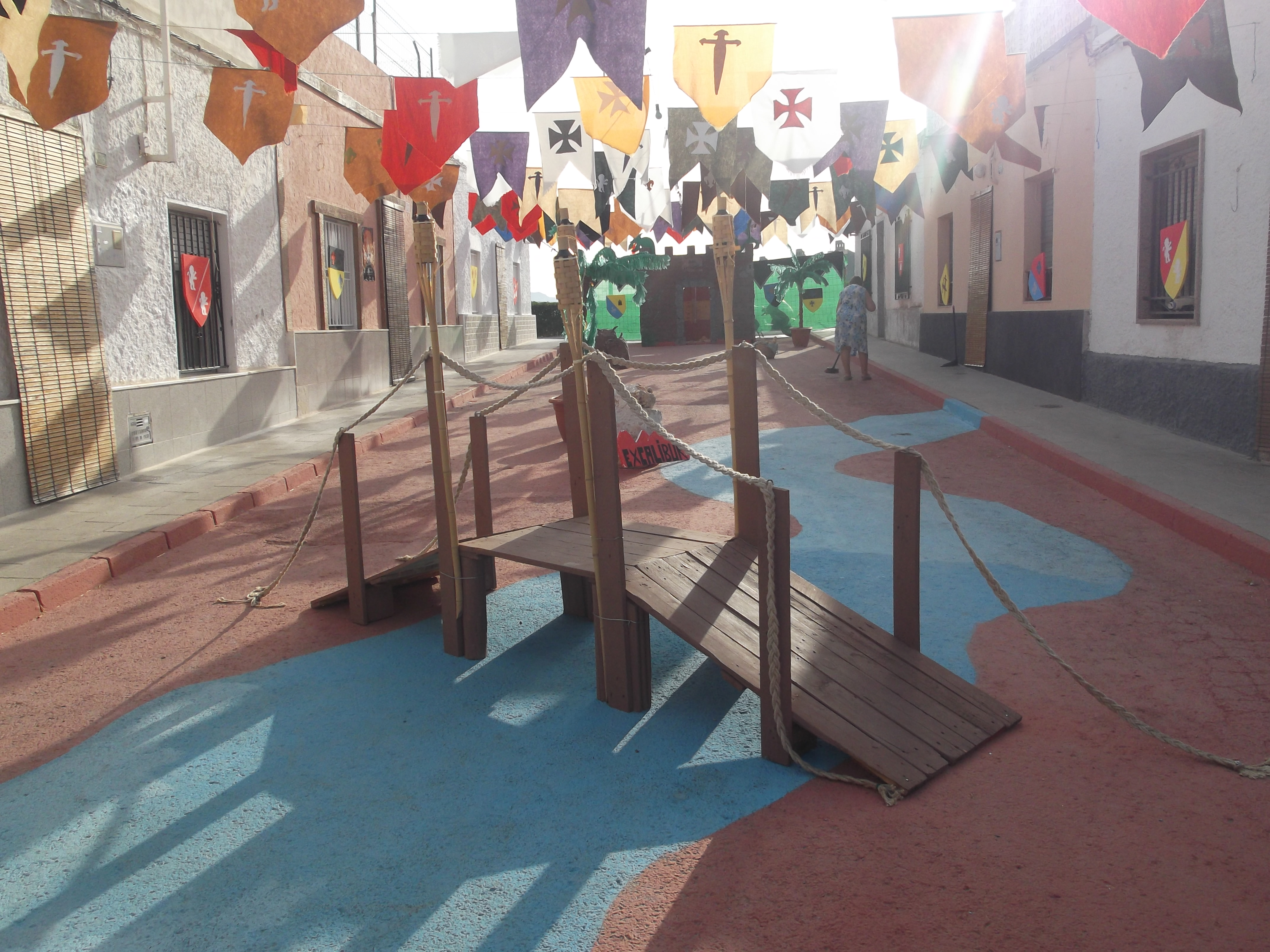
Calle engalanada.

En esos días, se celebra tradicionalmente un concurso de engalanamiento de calles. Los vecinos de varias calles del municipio, durante meses, preparan una decoración con temática específica para adornar sus calles durante los días de estancia de la Patrona en la localidad. El 4 de agosto las autoridades visitan dichas calles, y días después son entregados los galardones que premian el esfuerzo y la originalidad del trabajo realizado.
Al tercer domingo de estancia de la Virgen de las Nieves en Aspe, a las 5 de la madrugada, se emprende la Romería de “La llevada”. Con un tradicional alto en el camino en la pinada de “La Ofra” para realizar una misa de campaña y el almuerzo, la Patrona es entregada a las 10 de la mañana de nuevo en “El Collao” donde los aspenses la esperarán dos años después.
- Moros y Cristianos:

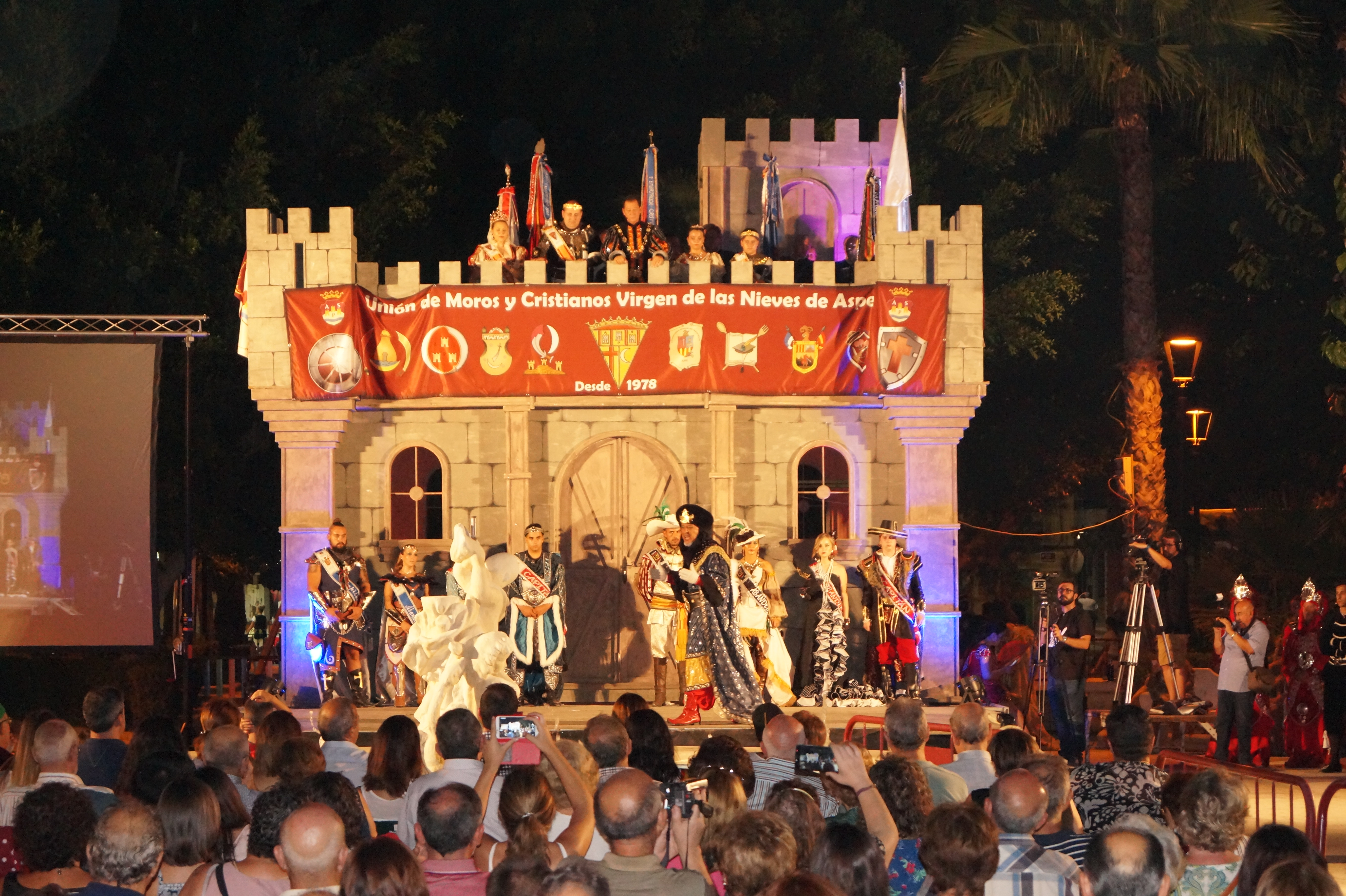
Embajada de las fiestas de Moros y Cristianos

Del 7 al 10 de agosto la cita festiva son los Moros y Cristianos en honor a la Virgen de las Nieves, que vienen celebrándose desde 1978, aunque diversos estudios apuntan a que en el siglo XVII ya pudo existir una fiesta similar, en la que arcabuceros y compañías de soldados acompañaban a la Virgen de las Nieves en sus procesiones.
Son fiestas de gran interés por el entusiasmo y pasión que muestran sus festeros y que saben transmitir a aquellos que por esas fechas visitan la localidad.
Están compuestas por 8 comparsas, 4 del bando moro y 4 del cristiano, destacando de sus actos la Entrada de Bandas y la Retreta el día 7. El 8 y 10 de agosto tienen lugar las Entradas Mora y Cristiana, mientras que el 9 es el día de la Embajada, donde se representa la reconquista de Aspe. Estas fiestas fueron declaradas de Interés Turístico Provincial en 2012.
- Fiestas de calles y barrios:

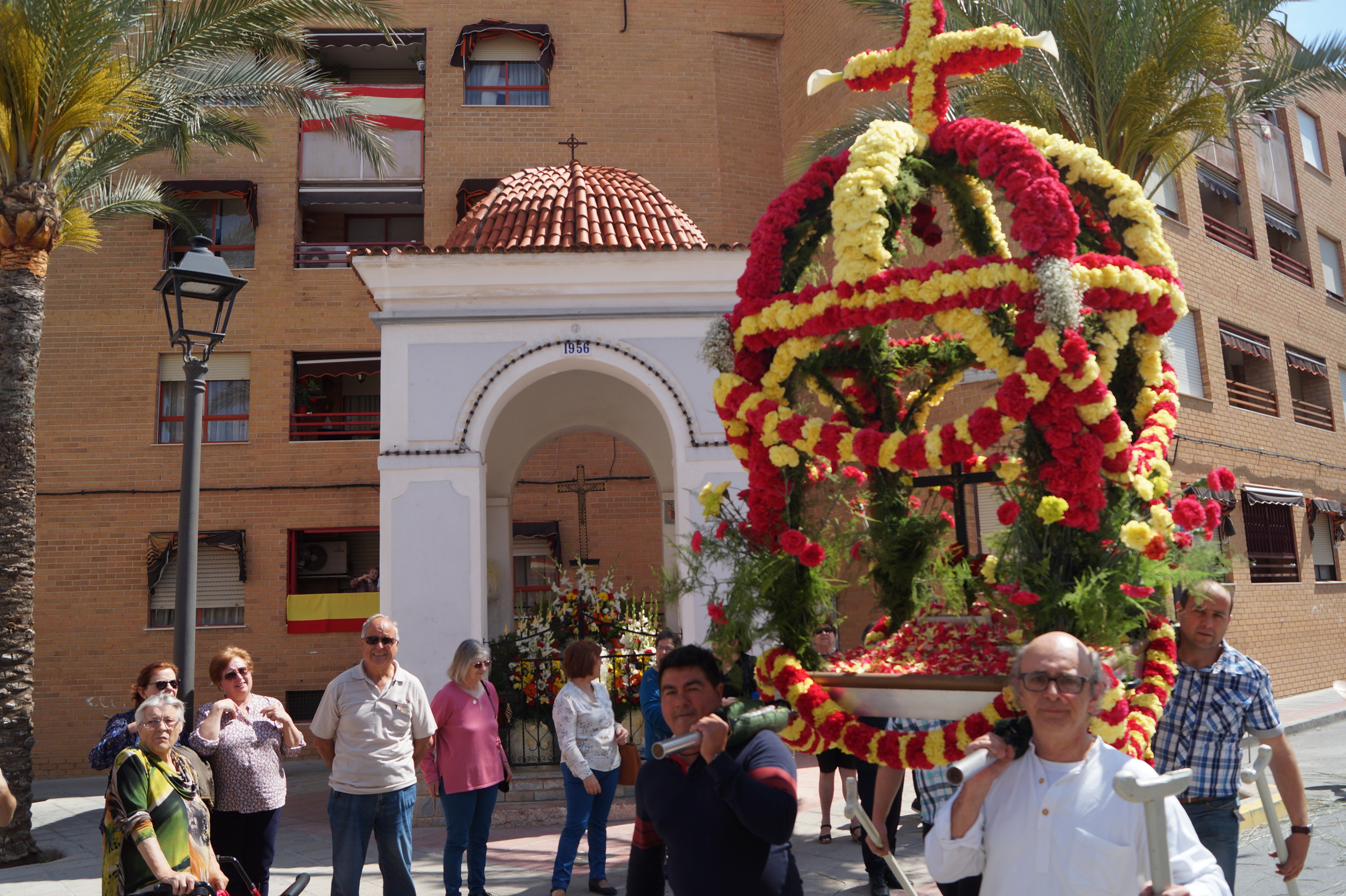
Arco mayor de la fiesta de la calle La Cruz

Las diversas calles y barrios de Aspe también cuentan con sus propias tradiciones y festividades: la Santa Cruz y el Santísimo Cristo de la Agonía, El Buen Pastor, la Virgen de Fátima, San Isidro, Santa Rita, San Pascual, la Trinidad, el Sagrado Corazón, San Juan con su tradicional hoguera, la Virgen de las Nieves de los años impares, San Cayetano y sus danzas, la Virgen de la Asunción, Nuestra Señora del Socorro y la feria de artesanía de septiembre, la Virgen de la Salud, los Santos Médicos o la Virgen del Pilar. Pero una de las fiestas más antiguas y destacables es la de los Arcos de la calle La Cruz, que tiene lugar el domingo de mayo tras el día 3, día de la invención de la Santa Cruz. Es una fiesta relacionada con la llegada de la primavera y que antiguamente se celebraba el día 3, independientemente del día de la semana que fuera. Para el día mayor de la fiesta, se decora un "arco" con flores. El mismo, llamado "Arco Mayor", tradicionalmente es portado a hombros por toda la calle y por otras calles del pueblo. De igual forma, es acompañado por otros arcos más pequeños, estos son portados por niños y niñas. A primeras horas de la mañana, en la capilla que preside la calle y que indica el camino de entrada al pueblo desde Alicante, se procede a la bendición de los cuatro vientos, pidiendo protección por los frutos y por tanto de las cosechas que se encuentran en esos momentos madurando de cara al verano y al otoño. Es una peculiaridad ancestral que ese mismo día, la calle amanece toda decorada con una alfombra de juncos, de más de 500 m de longitud. También es tradición que los vecinos obsequien con “habas hervías” y vino a quienes se acerquen a compartir su fiesta ese día.

## Gastronomía
Como pueblo de interior, Aspe cuenta con una rica y variada gastronomía fruto de las influencias valencianas y castellanas a lo largo de la historia. Así destacan el gazpacho con conejo, el arroz caldoso de cerdo, las "habas hervías" y las pelotas para las grandes celebraciones. El arroz con conejo y caracoles es otro de los platos más tradicionales, presente en todas las estaciones. En los días de hacienda destacan el arroz y verdura, las migas, los ajos o las fritás. Con la Cuaresma, se saborean platos de gran tradición como la olla podrida, el arroz caldosico de ayuno o el trigo picao. Entre los postres destacan los huevos montados, las almojábanas, los rollicos, los sequillos, las monas, las toñicas fritas, cuatro iguales, pastel de gloria, arrope y calabazate, suspiros, rollicos de San Blas, la sopada aspense o las gachas con arrope. Si hablamos de frutas, sin duda la uva de mesa es la estrella, ya que su calidad la hace ser parte de la Denominación de Origen Uva embolsada del Vinalopó.

## Tradiciones

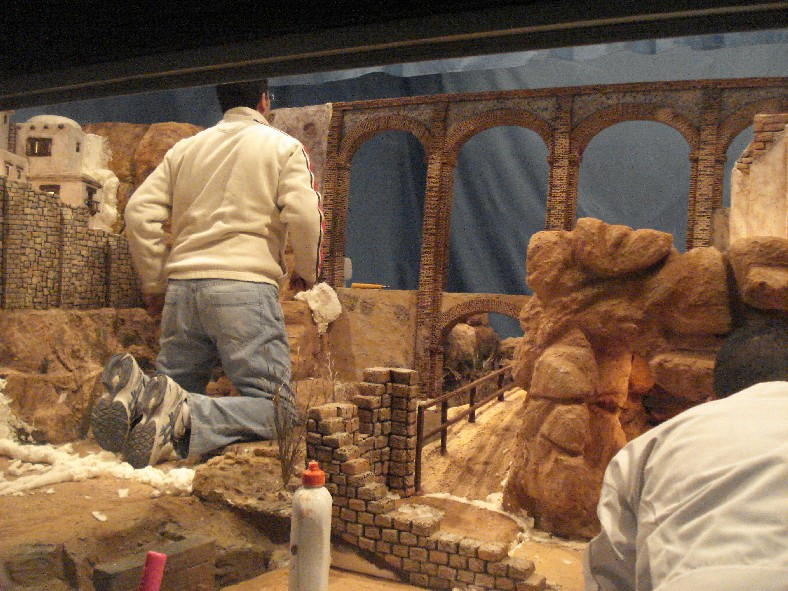
Montaje del Belén Municipal

La cultura popular de Aspe es un elemento vivo que evoluciona y se transforma con sus gentes, pero que sigue marcando una seña de identidad. El patrimonio oral es muy rico, aunque con las nuevas generaciones está cayendo en desuso, como el habla que tiene una serie de características muy peculiares, propias de las zonas castellano parlante que se sitúan en la frontera con las de lengua valenciana. Por este motivo, no es raro encontrarse en su vocabulario muchos vulgarismos de palabras valencianas, seseo y terminaciones en -ico, -ica para hacer diminutivos. Este patromonio se enriquece con los motes, las canciones y los juegos populares que todavía se conservan de la tradición de sus antepasados.
Son muchas las asociaciones culturales, entre las que cabe destacar por su trayectoria, el Ateneo Musical Maestro Gilabert. Esta agrupación musical es la segunda más antigua de toda la Comunidad Valenciana, y ha participado en numerosos certámenes y festivales a lo largo de su historia. Pero también encontramos la Asociación Musical y Cultural Virgen de las Nieves y la Asociación Musical Nuevo Planeta Azul, ambas con banda de música propia; la Agrupación Musical Mixta La Serranica y la Banda de Cornetas y Tambores Santísimo Cristo de la Salvación en este ámbito musical; es uno de los municipios que componen la Coral del Vinalopó, también se encuentra el Grupo de folklore Alboroque, los grupos de Teatro Maqueda y La Serranica o el coro de la Basílica Nuestra Señora del Socorro. Por último fundada en 2014, la Asociación Musical La Esperanza de Aspe que además de ser banda musical cuenta con Escuela de Música, que actualmente suman bastantes discentes.
La evolución de las tradiciones aspenses, así como las influencias de otros municipios cercanos, ha dado paso a nuevas actividades que poco a poco se van afianzando en el calendario cultural aspense. De esta forma, se celebra el mes de la música en noviembre con las celebraciones en honor a Santa Cecilia, las celebraciones navideñas de las que destaca la Cabalgata de Reyes y las actividades desarrolladas por la Asociación de Belenistas, las decoraciones y concursos de belenismo y escaparatismo, la Cuaresma y Semana Santa, la hoguera de la Calle de San Juan, o los certámenes que tienen lugar durante las fiestas patronales como el de Folklore y el de Flamenco enriquecen y fortalecen la cultura tradicional aspense.

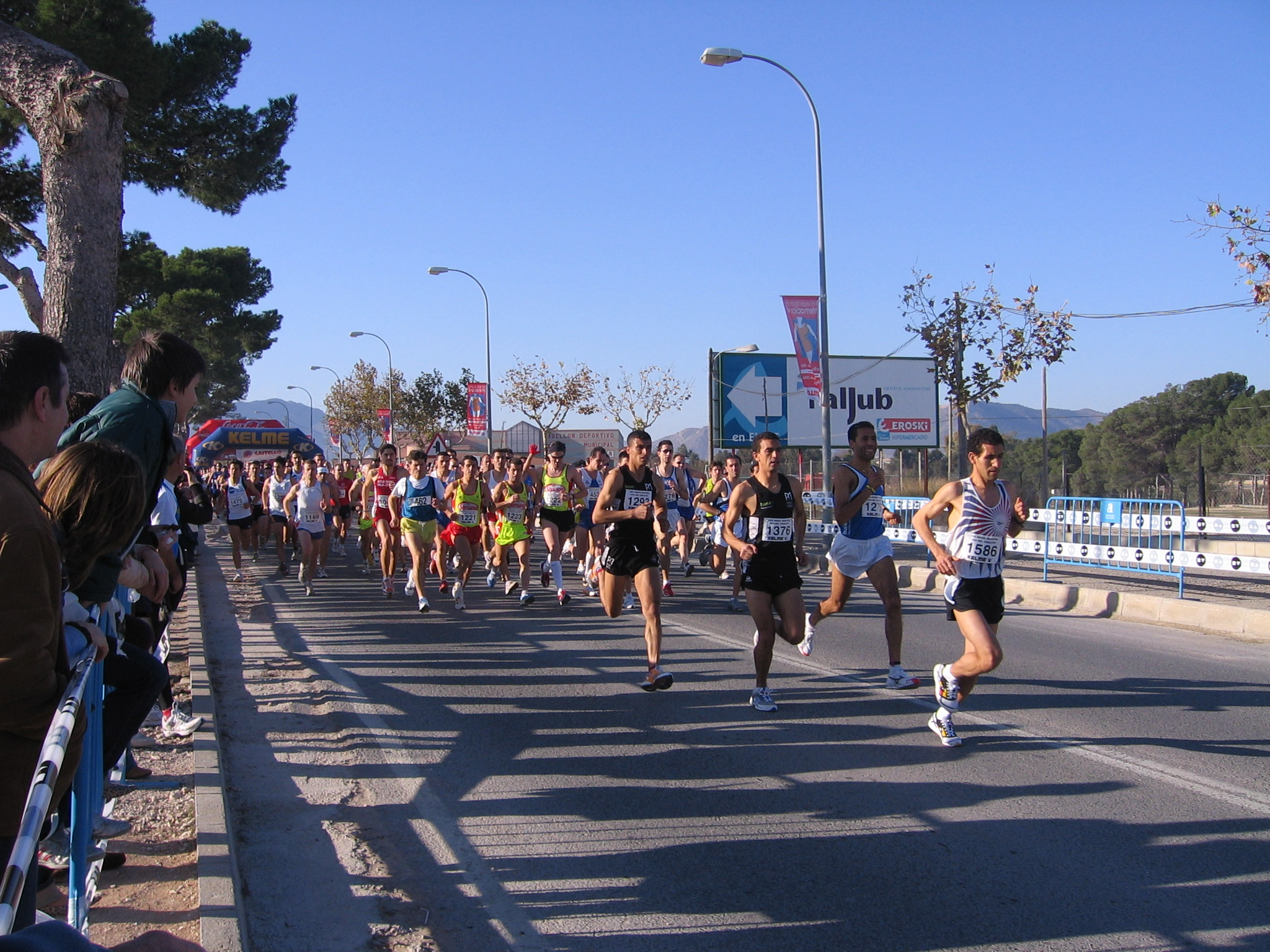
Salida de la Media Maratón. Año 2006.

 A estas actividades se suman numerosos premios concedidos anualmente, entre los que destaca el Premio de investigación histórica "Manuel Cremades", el Premio de pintura "Pastor Calpena" o el Premio provincial de fotografía.
Otro elemento fundamental que se ha establecido en la cultura aspense es el deporte. Con importantes infraestructuras como el Campo de Fútbol de "Las Fuentes", el Pabellón polideportivo Municipal y su Piscina Climatizada, así como los recintos deportivos de los barrios, Aspe es tierra de deportistas, algunos de ellos alcanzando ya incluso niveles internacionales. Entre sus pruebas deportivas, destaca en diciembre la Media Maratón del Vinalopó y en agosto la Bajada Hondón-Aspe, además de otros campeonatos de fútbol sala, fútbol 7, ajedrez, pelota valenciana, natación, etc.

## Servicios públicos
Sanidad

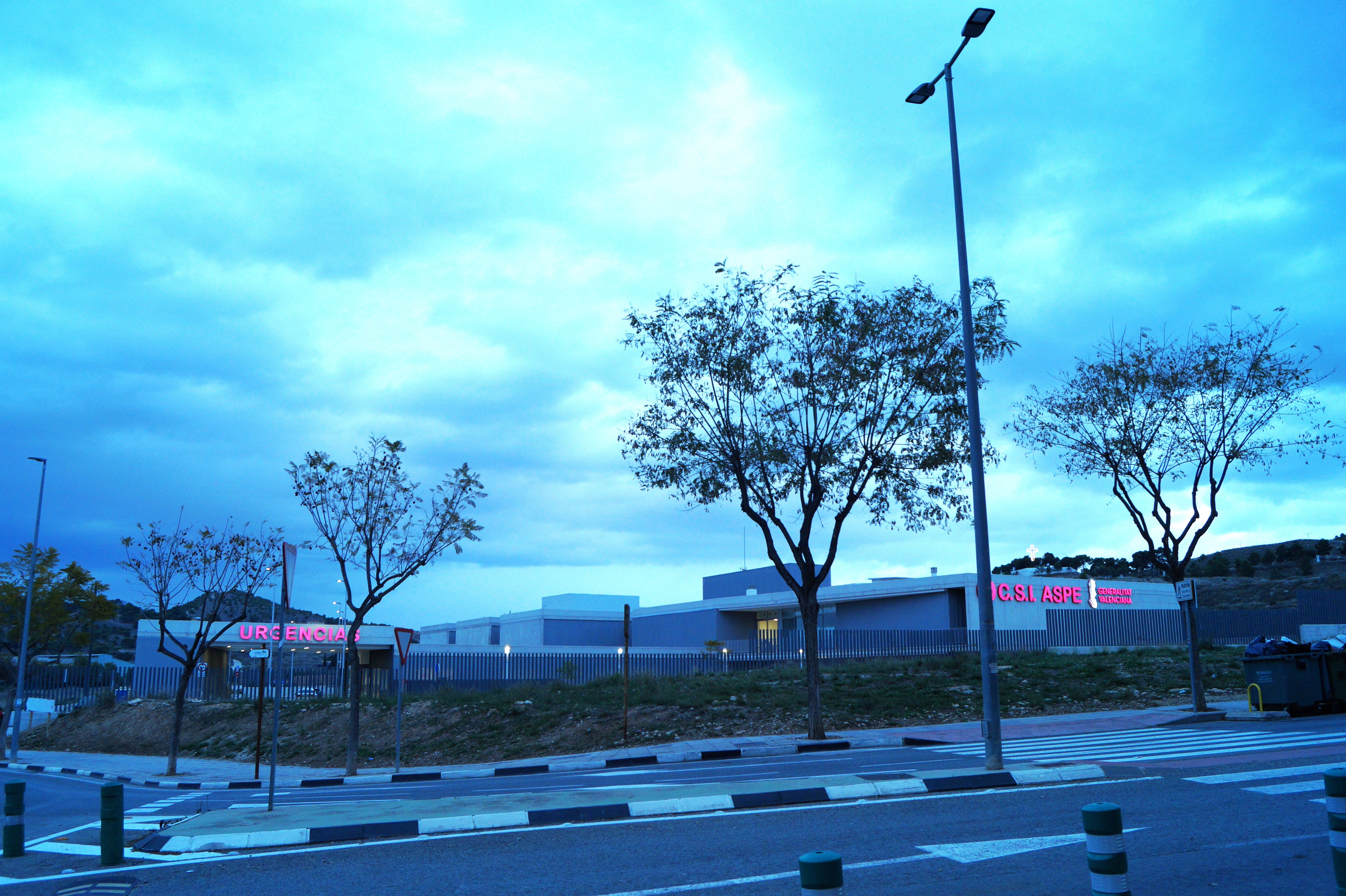
Centro de Salud Integrado de Aspe

Desde 2010 Aspe está adscrita al denominado departamento de salud del Vinalopó, gestionado por Vinalopó Salud, perteneciendo al Hospital del Vinalopó de Elche, público de gestión privada. En el año 2020 se inauguró el actual Centro de Salud Integrado de Aspe, ubicado en la Avenida Juan Carlos I, y que da servicio de atención primariay algunas especialidades a la localidad de Aspe, así como a las localidades de Hondón de las Nieves y su pedanía de La Canalosa, Hondón de los Frailes y la pedanía oriholana de Barbarroja, que solamente cuentan con centros auxiliares. Hasta entonces, y desde 1991, el Centro de Salud estaba ubicado en la calle Lepanto, en un edificio que hoy alberga el Centro de Emergencias Municipal, dando sede a la Policía Local, Protección Civil y los Servicios Sociales municipales. El dispensario de Cruz Roja se encuentra en la salida hacia Elche y la sede de la entidad en un local de la calle Doctor Fleming.
Educación
En Aspe hay un total de 10 centros educativos, de los cuales uno es una Escuela de Educación Infantil Pública (Peñas Blancas), seis Colegios de Infantil y Primaria públicos (Doctor Calatayud, Vistahermosa, La Paloma, La Serranica, El Castillo y Perpetuo Socorro), un centro de Infantil, Primaria y Secundaria privado-concertado (Virgen de las Nieves) y dos institutos de Educación Secundaria Obligatoria (La Nía y Villa de Aspe). Además, el municipio cuenta con el primer ciclo de la Escuela de Adultos, ubicada en el antiguo colegio de La Coca, reivindicando desde hace varios años sin éxito la incorporación del segundo ciclo. Las diferentes ediciones de la Escuela Taller Virgen de las Nieves y el que la Universidad Miguel Hernández de Elche cuente con Aspe como sede para algunos de sus cursos completan la oferta educativa del municipio.
Servicios Sociales
Actualmente los Servicios Sociales se han trasladado parcialmente al edificio del antiguo Centro de Salud, edificio de 1991 ubicado en la calle Lepanto, aunque otros servicios permanecen en su anterior ubicación: la Casa "El Cisco", en la misma manzana. Un segundo Centro Social en Vistahermosa acoge el Centro de Día de Menores. Además, cuenta con el Centro de Día "El Puente" de la Asociación Pro Personas con Discapacidad para prestar atención a este colectivo. Algunas asociaciones como APANAS o Aspe contra el Alzheimer hacen uso de locales de alquiler a la espera de poder contar con espacios definitivos.
Cultura

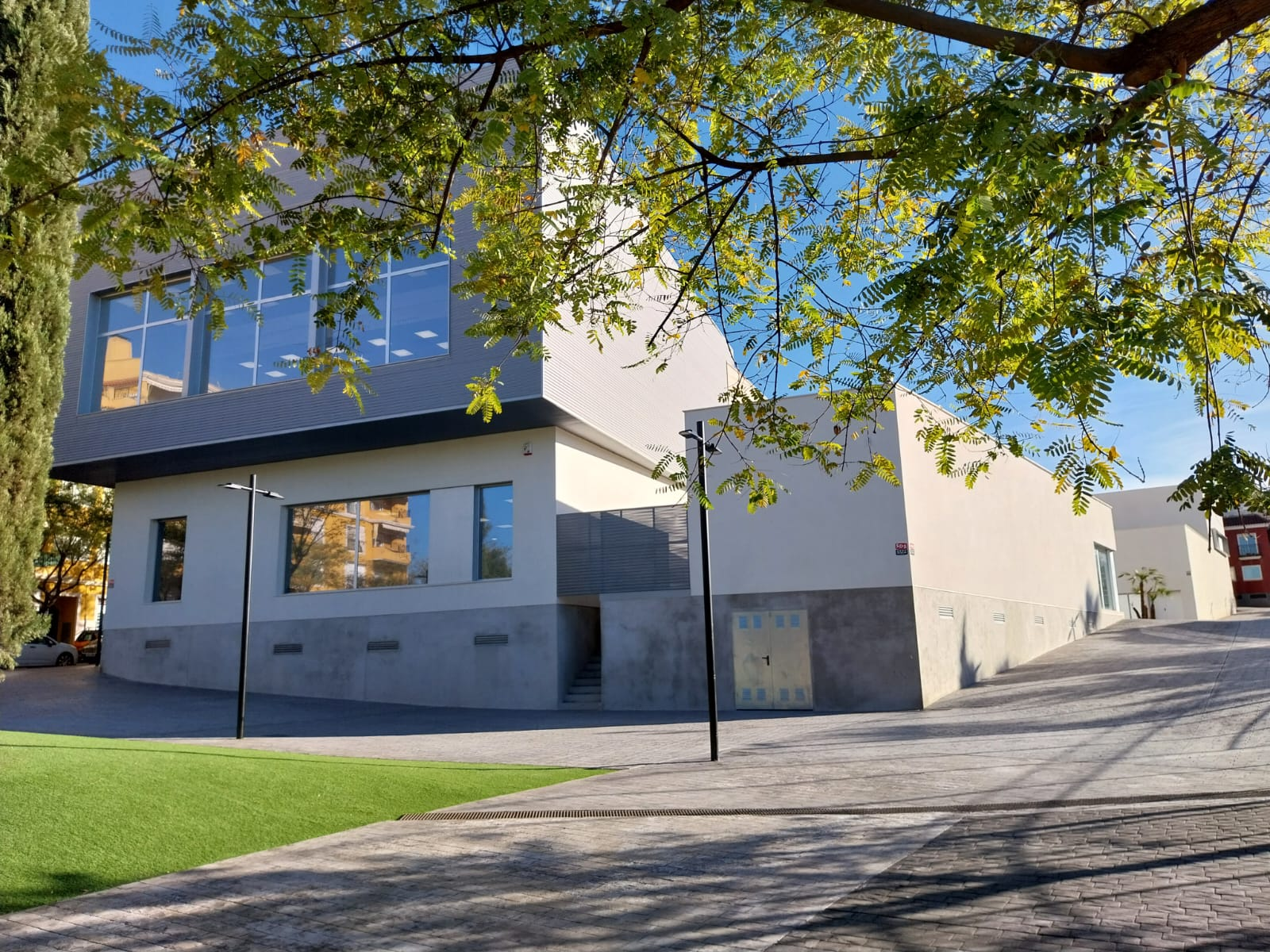
Centro Cultural La Coca

Como equipamientos culturales, Aspe cuenta con un Centro Cultural ubicado en el barrio de La Coca e inaugurado en 2022 que alberga la nueva sede de la Biblioteca Municipal Rubén Darío, el Auditorio Ángel María Boronat (con unas 150 butacas), la Sala de Exposiciones Miguel Calatayud y las nuevas instalaciones de Juventud denominadas Centro Alternativo Juvenil de Aspe "CAJA". En la Casa "El Cisco", se encuentra el Museo Histórico Municipal, con salas de arqueología, etnología y exposiciones temporales. En la calle Castelar, el Auditorio Municipal Alfredo Kraus, recinto al aire libre (con capacidad para 1000 personas sentadas), y el Teatro Wagner (con 550 butacas), así como su vestíbulo acondicionado como Sala de Exposiciones José Terol. En la calle Doctor Fleming hay un edificio de propiedad municipal, cedido a la Asociación del Ateneo Musical Maestro Gilabert, donde desarrolla sus ensayos y se ubica la Escuela de Música Maestro Alcolea. El edificio que hasta 2022 albergaba la Biblioteca Municipal Rubén Darío, ubicado en la calle San José, y la Casa de la Juventud hasta 2023, en la calle San Pedro, no tienen definido su uso en la actualidad.
Deporte
Entre las instalaciones deportivas municipales de Aspe, se encuentra el Campo de Fútbol de las Fuentes en la avenida 3 de agosto. Muy próximo, en la avenida de Orihuela, encontramos el Pabellón deportivo municipal de principios de los años noventa. Junto a él, una pista polideportiva, que fue cubierta en 2011 y semicerrada en 2023, dos pistas de tenis, y tres pistas de pádel. En el año 2007 finalizó la construcción de la ampliación del edificio del pabellón para albergar la Piscina Climatizada que en 2011 fue bautizada como Tomás Martínez Urios en homenaje al nadador aspense. Junto a ella en 2010 se abrió la nueva piscina de verano. Además Aspe cuenta con un campo de fútbol 7 en la urbanización Mirador de La Alcaná y otra, muy deficitaria, en el barrio de La Nía. También en el casco urbano podemos encontrar numerosas pistas deportivas en los parques de La Coca, Cronista Juan Pedro Asencio, Voluntarios de la Cruz Roja, El Castillo y en la calle Novelda, y pistas de petanca en el parque de Cantal de Eraes. Esta prevista la construcción de un skatepark en la calle Novelda y un pumptrack en la Avenida Padre Ismael. Por último, Aspe está conectada mediante carril bici con la vecina localidad de Novelda
Seguridad
Aspe cuenta con cuerpo de Policía Local, con sede en el Centro de Emergencias Municipal ubicado en la calle Lepanto, un cuerpo de Protección Civil en el mismo centro y un cuartel de la Guardia Civil en la Avenida de Orihuela.